# ダウンタウンのガキの使いやあらへんで!
『ダウンタウンのガキの使いやあらへんで!』（ダウンタウンのガキのつかいやあらへんで）は、日本テレビ系列で1989年（平成元年）10月4日から放送されているお笑いバラエティ番組であり、ダウンタウン（松本人志・浜田雅功）の冠番組。
略称は「ガキの使いやあらへんで!」「ガキの使い」「ガキ使（がきつか）」「ガキ」など。
放送開始以来モノラル放送（モノステレオ放送）であったが、日本テレビ系列の全番組ステレオ化に伴い、2011年10月9日放送分よりステレオ放送を開始した。

## 概要・沿革
1989年10月4日未明（10月3日深夜）『微笑女図鑑』の後番組として放送開始。第1回の番組スタートは松本と浜田がスタジオまで雑談しながら歩いていくというものであった。当初の名前は『ダウンタウンのガキの使いやあらへんで!!』で「!」が一個多かった。
番組内で繰り広げられる数々の企画とダウンタウンのトークは、過激なものからシュールなものまで様々なバリエーションがある。トークでの何気ない一言から大きな企画が生まれる事が多々あり、対決&罰ゲームなどはその最たるものである。この企画ではゲームで敗戦すると、恐怖と爆笑の罰ゲームが行われ、後に笑ってはいけないシリーズへと発展する。
当番組が開始するきっかけとなったのは、日本テレビの土屋敏男が菅賢治に「ダウンタウンって知ってる?」と尋ねたことである。当時の菅はダウンタウンのことを知らなかったが、土屋から借りたダウンタウンのビデオを見てネタの面白さに衝撃を受け、土屋と共に立ち上げた『恋々!!ときめき倶楽部』という番組に、ダウンタウンを東京進出の足掛かりを兼ねてレギュラー出演させた。同番組終了後、菅は当時編成に異動していた土屋から「菅ちゃん、深夜の企画、ダウンタウンで書いてよ」と言われたことで、「ダウンタウンの漫才を毎週生で見たい」と考えて企画を作り、土屋が実際に採用した。このような経緯で、当番組はダウンタウンの漫才番組として開始された。タイトルの由来は、『恋々!!ときめき倶楽部』の中で松本が出演者の一般男性に対し「お父さん、僕らもガキの使いやないんやから…」と発したことから。後に放送された特番では、浜田が素人のおじさんに「いやいや、それでは済まさん。こっちもガキの使いやないんやから…」と言ったシーンが流され、これが由来だと説明されている。
日本テレビでは『笑点』に次いで放送期間が長いバラエティ番組で、2010年4月11日放送分で通算1000回を迎え、2019年10月には放送30周年を迎え、2024年10月に放送35周年を迎えた。2006年から2020年までは大晦日の年越し特番を担当し、毎年『NHK紅白歌合戦』の裏で民放最高視聴率を得た。
2017年4月2日の放送分から、番組開始から28年使用していたオープニング曲（コールドカットの楽曲「Theme From “Reportage”」、前述のアルバム『What's That Noise?』に収録）および番組ロゴを初めて大幅リニューアルし、テロップのフォントも変更された（ただし「笑ってはいけないシリーズ」は大幅リニューアル後も従来のテロップを使用）。スタッフでも長年携わっていた菅・大沼が降板するなど大規模な異動が行われている。正式番組名としては、同月9日から末尾の感嘆符が2重だったものが1重になり、番組の名前は『ダウンタウンのガキの使いやあらへんで!』に変更されたが、2022年9月8日放送の『松本誕生日・ダウンタウン結成40周年記念！対決&罰ゲームの歴史』のみ5年ぶりにリニューアル以前の構成に戻った。
2024年1月8日、松本が自らの性加害疑惑により活動休止を発表。すでに収録を済ませていた2024年1月14日・21日放送分については松本の出演シーンも含めそのまま放送し、1月28日以後は浜田の単独進行で放送を継続することが発表されていたが、1月28日の放送内容が直前で変更となり松本登場回となり、結果として松本不在回は翌週の2月4日放送からとなった。
松本の活動休止から1年がたった2025年3月10日に今度は浜田が体調不良により一時芸能活動を休止することが発表された。すでに収録を済ませていた2025年4月20日放送分までについては出演シーンを含めそのまま放送し、4月27日放送分から5月25日放送分までの一部の回は代役を立てて放送を継続した。同年5月2日に浜田が活動を再開することを発表し、当番組には同年6月1日放送分から出演を再開する。

## 放送時間の変遷
| 期間    | 期間   | 放送時間                        | 分数 |
| ------- | ------ | ------------------------------- | ---- |
| 1989.10 | 1991.9 | 水曜 01:40 - 02:10 （火曜深夜） | 30分 |
| 1991.10 | 1994.9 | 日曜 22:58 - 23:26              | 28分 |
| 1994.10 | 1999.3 | 日曜 22:55 - 23:26              | 31分 |
| 1999.04 | 2015.3 | 日曜 22:56 - 23:26              | 30分 |
| 2015.04 | 現在   | 日曜 23:25 - 23:55              | 30分 |

1989年10月4日未明（10月3日深夜）に放送開始。当初は、毎週水曜1:40 - 2:10（火曜深夜）の放送（関東ローカル、その後一部地域で放映開始）だったが、1991年10月に毎週日曜22:30 - 23:26の番組枠『笑撃的電影箱』（1994年3月に番組枠消滅）の後半として、日曜枠に移動。
1991年10月から2015年3月まで日本テレビ（関東地区）の番組終了時刻は23時26分である。ただし、ローカルセールス枠であるため番組終了時刻を24分、25分としている地方局もあった。
2015年4月より、同年3月までの本番組放送時間帯において『日曜ドラマ』が編成されたことに伴い、放送時間が繰り下がり、23:25 - 23:55に変更された。枠移動後もローカルセールス枠のままである。
当番組のクロスプログラムが放送されるのは当番組が同時ネットで放送されている地域のみ（直後番組である『Going!Sports&News』のクロスプログラムも同様）。同時ネット局でも自社制作番組や過去の再放送などに差し替えられた場合はクロスプログラムは放送されない。

## 番組構成
番組開始当初は、前半が漫才・コント、後半はフリートーク、エンディングトークという構成だったが、漫才・コントのネタが尽き始めた（番組15回目の「ローリングサンダーマン」の時に、松本自身が発言している）ため、20回から「オープニング」コーナーが始まり（同回から番組の代表的企画である「対決&罰ゲーム」が始まっている）、漫才・コントは行われなくなった。
日曜移行後しばらくしてエンディングトークがなくなり、それ以降、長い間「オープニング」「フリートーク」という基本形が維持されていたが、1997年4月から6月（浜田が「ごっつ」において骨折した影響）、および松本が結婚した2009年からは「フリートーク」が一時なくなり、かつての「オープニング」がメイン企画になっていた。その後、2017年4月2日の放送で8年ぶりに「フリートーク」が復活したが 2020年、新型コロナウイルスの影響により再度休止し、現在も「オープニング」企画のみとなっている。
バラエティ番組としては珍しく初期の頃から一貫してスタジオ収録が全日帯（主に水曜の朝から夕方に掛けてであるが、メンバーの都合がつかない場合は別の日に振り替えるか、時間を遅らせて収録を調整するが、それでも深夜帯では収録はせず翌日の朝に変更する）で行われており、企画によっては午前中で収録が終わることも珍しくない。外での収録の場合はこの限りではない。

### オープニング
最初期の「オープニング」は、公開収録をしていた会場にほど近い場所をスタートし、2人で話したり、近くにたまたまいた一般の人達に声をかけたりしながら、収録会場に向かう様子を放送していた。しかし開始数回でダウンタウンがこの「散歩ロケ」に飽きてきたことから、これに代わる新たなオープニング企画として、「第1回 ガキの使いやあらへんで! チキチキ（企画タイトル）〜!!」と称されたさまざまな企画が実施される。
当初はNHKの古い番組のパロディなど簡易的なゲームだったが、後に独自色が出た企画を多く出し、「ききシリーズ」や「七変化シリーズ」など数多くの人気シリーズを生み出し、特に「サイレント図書館」は海外でも人気を呼び、各地でローカライズ版が放送されている。
毎年1月には「ガキの使い大新年会」及び「山-1グランプリ」、年末もしくは翌年年始には「ガキ使おもしろVTRベスト10」が放送されることが恒例となっている。かつては3月 - 4月の卒業式シーズンに「さようなら山崎邦正（月亭方正）シリーズ」が放送されるのも恒例だったが、2018年を最後に休止状態となっている。
かつてはトークがメイン企画であったが、オープニング企画がそのままメイン企画となってからはひとつの企画を放送枠いっぱいに放送したり、数週間にかけて放送することもある。
実験的・挑戦的な斬新な企画がほとんどで、レギュラー陣の芸風や忘れた頃に昔の企画やキャラクター、設定が使われたりするため、「分かる人でなければ笑えない」、「長年見続けていないと笑えない」などマニアックなネタが多く、浜田は「マニアックで排他的な作り方をする番組」、元総合演出・斉藤敏豪も「視聴者に無理に擦り寄っていく作り方は敢えてしない。分かる人だけ分かってくれればいいし、見れば絶対に面白いと思ってもらえるものを作りたい」などと語っている。
番組の企画に関しても、即興性が求められるもの、瞬間のリアクションを楽しむもの、シナリオに基づいてきっちり作り込んだものなど、毎週違った作風で番組が作られている。そのこともあってか、企画意図を理解できない視聴者が「どこが面白いのか」「あれはヤラセでは」といった疑問や苦情を投げかけるケースが見られる。例えば、幾度か放映されている「板尾いちゃもんシリーズ」はシナリオに基づいて制作されている企画だが、あまりにもリアルな演技であることも相まって、一部の視聴者が真に受けてしまい、「板尾は金に汚い性格」などと本当に思われた。2002年10月20日放送の「芸能界男と男の手料理対決」でも同様のクレームが発生。内容は、岸部四郎が幾度も落とし穴に落とされ「もう金（で解決してもらう）しかないなぁ!!」と激怒するというもの。これも台本に基づいた芝居であるにもかかわらず、真に受ける視聴者が現れ、読売新聞の投書欄に「彼の出演コーナーがなくなってしまった上、落とした側も悪びれる様子がない」などと苦情が掲載されるという珍事となった。
番組スタッフが頻繁に出演することもこの番組の特徴で、一見単なる「内輪ウケ」「楽屋オチ」ととられかねないが、松本は「本当に製作費が少ないんでなかなかタレントを呼べないだけ。でもどこが面白いのかを踏まえた上で出してるから、決して内輪ウケにはなっていないと思う」と語っている。菅も「僕らは元々内輪ネタが大嫌い」「企画によってタレントにオファーを出すよりもスタッフの誰かを出した方がはるかに面白いと判断した時だけ、スタッフが出ることにしている」「ほかの番組でスタッフが出演することは、ガキでスタッフが出演する必然性と全く違う」「だから僕らが（ひょうきんディレクターズや野猿のように）CD出したりなんてことは絶対にしない」などと、番組に出演することへの絶対の自信を語っている。実際スタッフが他の番組に出演することは滅多になく、2010年代以降は菅や斉藤などの古参スタッフの離脱等の事情もあり、スタッフが本番組に出演する回数も減少傾向にある。

### 対決シリーズ
ダウンタウンの二人がプロ野球や紅白歌合戦の勝敗予想、スポーツ、ゲームなどで対決する企画。1989年、ダウンタウンのトーク内の第40回NHK紅白歌合戦の勝敗予想からこのシリーズはスタートした。
敗者には罰ゲームが課せられ、最初の対決では、敗北した松本がズームイン!!朝!にガララニョロロで映り込む罰ゲームであった。また、後述の早朝生放送罰ゲームが誕生するきっかけとなった。さらに、フランスにエビアンを汲みに行く、ニューヨークに滞在している坂本龍一のもとにシャーペンを取りに行くなど、海外ロケを伴う大がかりな罰ゲームが行われたこともあった。
2003年の「史上空前4対1変則ボウリング対決」の罰ゲームは「絶対に笑ってはいけない温泉旅館一泊二日の旅」であり、後の「笑ってはいけないシリーズ」がスタートするきっかけとなった。
2006年の「タライアンルーレット対決」以降は「笑ってはいけない」が全員参加になるなどして行われていなかったが、2023年に「チョロQアンルーレット対決」にて復活した。

#### 早朝生放送罰ゲーム
企画の罰ゲームによっては、レギュラー枠とは別に、早朝の時間帯に5分の放送枠（主に4:25 - 4:30）を設けて、生放送（関東ローカルのみ）で罰ゲームを行う場合がある。この場合は、番組表に掲載されない場合がある他、番組表に掲載された場合でも番宣番組（番組表では「日テレみどころ」と表示）扱いでの放送となる。直後番組への接続はステブレレスで接続する。
早朝罰ゲームは、関東地方では生放送とレギュラー枠（レギュラー枠の放送は生放送から約1か月後）での放送となるが、関東地方以外の地域ではレギュラー枠のみでの録画放送となる。早朝生放送罰ゲームは、2002年までは日本テレビ麹町旧本社屋、2023年は日本テレビタワーから生中継される。レギュラー枠では、罰ゲーム当日に松本が日本テレビに入るシーン（概ね3:30頃に日本テレビに入る）や準備風景、生放送で放送しきれなかったシーンなどが放送される。
本番組開始当初かつ、日本テレビが終日放送を行っていなかった時代は、「早見優のアメリカンキッズ」（中京テレビ）の直前枠である5:25 - 5:30→4:57 - 5:00に放送されていた。松本が放送休止時に流れるカラーバーになりきったり（企画は「松ちゃんカラーバーでTVジャック!!」）、「鳩の休日」になりきって松本自ら日本テレビの放送開始を知らせた（企画は「局タイトルのハトになってクルックー!!」）事があった。
その後、日本テレビの放送開始時間が繰り上がるにつれて放送時間も繰り上がっていき、「ニュース朝いち430」開始以前は、前述の通り5時台前半の番組の直前枠で放送されていた。2002年7月26日に放送された「早朝松本レンジャイショー」は、4:25 - 4:30の放送枠を確保して放送した。
「早朝松本レンジャイショー」以降、先述のように対決シリーズが消滅するなどし、早朝生放送罰ゲームは21年間行われていなかったが、2023年7月2日放送分で、同年3月12日放送の「チョロQアンルーレット」に敗れた松本の罰ゲームが、21年ぶりとなる早朝生放送罰ゲームで行われる事が発表され、公式サイトにて視聴者から罰ゲームのアイデアを7月31日まで募集した結果、多数の応募があった。
生放送罰ゲームが放送時間内に終了しない場合は、強制的に直後番組へステブレレスで切り替えとなる。それ故、生放送罰ゲームの最中に、途中で放送終了となったケースもあり、1994年に放送された「早朝親子寄席」は、4:57 - 5:00に放送されたが、3分の放送枠には収まり切れなかったため、罰ゲーム中に直後番組である「早見優のアメリカンキッズ」に切り替わる羽目となった他、2023年8月9日には21年ぶりとなる松本の早朝生放送罰ゲーム「早朝ピタゴラヒトッシ」が4:25 - 4:30に放送されたが、5分の放送尺には収まらなかったため、罰ゲーム中に直後番組である「Oha!4 NEWS LIVE」に切り替わる羽目となった。「早朝ピタゴラヒトッシ」に関しては、2023年9月3日放送のレギュラー枠にて、「Oha!4 NEWS LIVE」に切り替わった直後である最後の約2分間（「早朝ピタゴラヒトッシ」の罰ゲーム所要時間は約7分間）が放送された。
直後番組の告知に関しては、「局タイトルのハトになってクルックー!!」と「松ちゃんカラーバーでTVジャック!!」では、松本は罰ゲーム終了直前に「早見優のアメリカンキッズ」の告知を行っていたが、途中で放送が終了した「早朝ピタゴラヒトッシ」は松本が「もう終わるやんけ!」（放送尺内で終了した場合は「Oha!4 NEWS LIVE」の告知を行う予定だった）と絶叫した直後に「Oha!4 NEWS LIVE」へ切り替わった。

### トーク
番組初期から長らく1989年の開始より2009年までの約20年間は、公開収録でのダウンタウンによる2ショットフリートークコーナーが番組のメイン企画となっていた。しかし浜田が「ごっつ」で骨折した2か月の間、2009年に松本が結婚してからは休止され、企画のみで30分を構成していた。2014年9月14日放送のフジテレビ系列『ワイドナショー』にて、松本が当番組の「フリートーク」について触れ、「しないわけではない」としつつも、「今やったとしても前ほど面白くない。衰えていてもいいならやるけど」と復活に消極的な理由を述べていた。
2017年4月2日より、番組リニューアルを機にセットを新装したうえで、フリートークを8年ぶりに再開した。再開後の2017年から2020年まではダウンタウンのみ・立席の「2ショットトーク」またはレギュラー陣全員・着席の「5ショットトーク」が行われていたが、現在は新型コロナウイルスの影響もあり、トークは再度休止状態となっている。このコーナーでは2017年以降スーツを着用しているが、浜田はネクタイをせず、松本は上着を着ずに出演している。
公開収録会場は1994年頃までは都内の公民館や小劇場、小規模ホールであったが、1995年頃より日テレ麹町旧社屋→日テレ番町スタジオで公開収録を行っている。
フリートークの中盤では視聴者からのはがきや手紙を紹介しつつ、その内容からトークを広げていくこともあった。さらに深夜時代ははがきや手紙を載せたワゴンを女性モデルが運んでくる演出もあり、途中からワゴンを運ぶ女性を一般公募し実際に出演してもらうこともあったが、日曜移行をもってこの演出は廃された。
公開収録の場合、効果音で「笑い」を足すのは頻繁に行われているが、この番組のフリートークでは、「笑い声」は一切足していない。これは浜田が初回放送後に「俺たち、もっと頑張るから笑いを足さないでくれ」と要求したためである（DVD7巻の映像特典より）。
松本はフリートークについて次のように語っている。
2002年3月24日放送分（前半企画は「さようなら山崎邦正」）でのトークでは、収録開始前にスタジオ付近一帯が停電になるというハプニングが発生。ダウンタウンが登場する前に山崎・ココリコが懐中電灯を持って舞台に上がり客に事情説明を行い、その後ダウンタウンが登場。暗闇の中、懐中電灯を持ってトークをするという番組始まって以来の異常事態にダウンタウンも困惑していた。
2005年10月30日放送分（前半企画は『ヘイポー、ニューハーフになる!!』）でのトークでは、収録中（10月19日）に茨城県沖を震源地とした最大震度5弱（マグニチュード6.3）の地震が発生（収録していたスタジオは震度3）。松本がトークをしているときに起きたため「こんな地震なかったら物凄いオチがあったのに…」とコメントしていた。
2011年3月から2017年4月のリニューアル以前、ダウンタウンのフリートーク再開後の2019年以降は、「着ぐるみトーク」と称し、通常セットのミニチュア版セットにレギュラー5人が着ぐるみと「おばちゃんTシャツ」を着てトークを行う企画が散発的に設けられていた（公開収録ではない）。

### 出囃子
ダウンタウンがトークセットに登場する際に流れる音楽（出囃子）は、フリートークコーナー開始当初からコールドカットの楽曲「Stop This Crazy Thing」（1989年発売のアルバム『What's That Noise?』に収録）の前半30秒を10秒程度に編集したものが使用されていた。
1998年から（正式には1995年に一度行なっている）2004年までフリートーク内で視聴者からのハガキ要望により松本のオリジナルの出囃子が作られるようになった。
- （タイトル無し）（1995年）
- 「バカチコ」（1998年）
- 「タクシードライバー」（1998年 - 1999年）
※松本verとシャ乱Qverがある。
- 「ようかん夫妻」（1999年）[注 12]
※松本verと和田アキ子と浜田verがある。
※一部伏せ字の箇所がある。
- 「松ちゃんBaby」（1999年 - 2000年）
- 「浜田の耳毛がよ〜」（2000年 - 2001年）
- 「松本､浜田の薬箱」（2001年 - 2002年）
- 「ガキガキくん」（2002年 - 2004年）
- 「人志はアジアのパピヨン」（2004年）

一松本がアドリブで作詞・作曲し、その場で収録されるが、ほとんどがあからさまなパロディであり、これらのフレーズにディレクターが音楽などのアレンジを施して創られていた。
その後は「Stop This Crazy Thing」の編集版に再度、固定された。

## 出演者

### レギュラー
- ダウンタウン（松本人志・浜田雅功）
  - 当番組のメイン出演者。方正曰く「ガキの使いのマスコットキャラクター」。
  - 松本は構成も担当しており、企画の多くは松本が発案している。浜田は大部分の企画で進行役を務めている。
  - 時折、放送時間直前に流れるクロスプログラム[注 13]も担当。
  - 発言テロップの色は、松本は赤、浜田は青[注 14]。文字放送のテロップの色は、松本は青、浜田は黄色。

- 月亭方正（絶対に笑ってはいけない熱血教師24時までは「山崎邦正」名義）1989年10月11日（第2回） -
  - 1989年10月11日（第2回）からTEAM-0として相方の軌保と共に前説で番組に参加。1990年4月3日（第26回）で初出演。相方・軌保の降板後も残り続け、レギュラーになる。
  - デビュー当初はイケメンキャラだったが、ダウンタウンの2人に厳しく鍛えられ続け、ドッキリ企画を多数組まれてヘタレキャラとして開花。番組になくてはならないキャラクターへ成長した。この番組により、ダウンタウンとの共演歴が最も長いタレントとなった。
  - ココリコがレギュラー出演して以降、新聞などの番組欄での出演者の説明には必ずと言っていいほど「ダウンタウン、ココリコ、他」という扱いとなっていた。ただし、番組内では必ずダウンタウンに次いで紹介される。
  - 個人コーナーの他、大新年会では司会進行を務める。
  - 2013年1月1日に芸名を本名から月亭方正（高座名）に変更。芸名を変更しても、松本は「山崎（たまに「山崎さん」）、浜田は「山ちゃん」（たまに「方正さん」）と呼んでいるが、発言テロップではおおむね「方正」に直される。
  - 発言テロップの色は緑。ピンクのエプロンを着用することが多い『絶対においしい選手権』などの一部の企画のテロップはピンクになる。
  - 文字放送のテロップの色は緑であるが、ゲストがいる場合はゲストが緑、方正は白で「（方正）」と表示される[注 15]。

- ココリコ（遠藤章造・田中直樹）1997年2月9日 -
  - 田中のお笑いセンスに目をつけた松本の鶴の一声で、1997年2月9日放送の『“カレーうどん”きれいにきれいに食べましょうグランプリ』からレギュラー出演。当初は前説をしながらのレギュラー出演だった。
  - レギュラー出演する前に1995年1月15日に放送された『'95要チェック若手芸人たとえよ王選手権!!』という企画で一度だけ出演している。
  - 既に二人とも50歳を超えており、芸人としてもベテランの域に達しているものの、レギュラーメンバー内では最年少の為「若手」を自称している。
  - 発言テロップの色は、遠藤は橙、田中は紫。遠藤は『絶対においしい選手権』の一時期まで黄色のエプロンを着用していたため、この企画のテロップも黄を使用、『クイズ500のコト』の一時期には緑が使用された。田中は緑のエプロンを着用することが多い『絶対においしい選手権』などの一部の企画のテロップは緑になる。
  - 遠藤はダウンタウンや方正を初めとした先輩芸人や相方の田中は「遠藤」と呼んでいるが、浜田は時々「章造」と呼ぶ事がある。
  - 文字放送のテロップは白で、遠藤は「（遠藤）」、田中は「（田中）」と表示される[注 16]。

### 準レギュラー
- ライセンス（井本貴史・藤原一裕）2002年12月15日 -
  - トークの前説をココリコから引き継ぎ担当。
  - 以前からレギュラー出演していた同番組スタッフによる番組「吉本ばかな」の末期の企画でゲスト出演した方正の指名によって、2001年春頃から前説を担当。そして2002年12月15日に放送された『吉本コンビ対抗シンクロ選手権』にて準レギュラーとして初出演。
  - スタッフを含めた多数が参加する企画や、レギュラー5人が企画に参加するため進行役が必要な場合などで番組中にも登場する。ただし、出演欄では以前はゲスト表記されていたが現在はココリコの次に表記されている。
  - 準レギュラー及び前説を担当する前の1999年5月23日放送の「芸能界チンコ蹴るか蹴られるか!!芸能界生き残り対決!!」という企画で一度だけ番組に出演した。
  - 大新年会では方正がネタを披露する場合、その間の司会進行を代役する（ライセンスがいない頃はココリコが司会進行を務めた）。
  - 前述の松本の活動休止以降は出演回数が増えており、「ききシリーズ」や「スマホなしで待ち合わせ」などといった企画にも参加するようになった。
  - 発言テロップの色は、藤原は水色、井本は茶色。一部の企画などでは異なる場合がある。

### 元レギュラー
- TEAM-0・軌保博光 1989年10月11日（放送第2回） - 1993年9月
- 1989年10月11日（第2回）からTEAM-0として、相方の山崎とともに前説で番組に参加。1990年4月3日（第26回）で初出演。
- 軌保が方向性の違い（映画制作に興味を持つ）からコンビを解消。1993年9月末で番組を降板した。降板の際は、大粒の涙を流しながら番組への感謝を述べる様子が放送された。
- 降板後も、山崎ドッキリ企画などでたびたび番組に出演した。

### 定期ゲスト
- 藤本敏史（FUJIWARA）、河本準一（次長課長）、岩尾望（フットボールアワー）。
  - 集団系企画（ダウンタウン理不尽シリーズ、部活動シリーズ、コンテストシリーズ、松本軍VS浜田軍等）に出演。

- ジミー大西
  - 「ジミーちゃんはじめてのおつかい」「ジミーVS山崎 芸能界仁義なき犬猿の戦いシリーズ」「大喜利大合戦」などの企画に参加。1996年2月に、画家に転身するために降板するまでは、芸能人の中で最多出演を誇った。2005年からは罰ゲーム企画や笑ってはいけないシリーズに刺客として登場。画家のジミーが年に一度、唯一“芸人”に戻る企画であった。2015年からタレント活動を再開しており、2016年2月には「24時間ロングインタビュー」に登場、罰ゲーム以外の企画に久々に出演し、以降もレギュラー放送に度々出演している。

- 桧・友野
  - TEAM-0解散後に1994年頃から前説を担当。度々企画にも参加していた[注 17]。「有名人に会うまでブラリし続けましょう!!代官山編」（2014年8月10日放送）においてロケで散策しているメンバーたちが桧と偶然再会した。

- モリマン（ホルスタイン・モリ夫、種馬マン）
  - 山崎VSモリマン対決企画などに出演。

- 板尾創路（130R）
  - 板尾シリーズ、罰ゲーム企画、笑ってはいけないシリーズなどに出演。

- 村上ショージ
  - 村上ショージ教室シリーズ、罰ゲーム企画などに出演。

- 笑福亭笑瓶
  - 笑瓶シリーズなどに出演。2023年2月22日に死去したことを受け、3月5日放送分は追悼企画を放送した。

- 陣内智則
  - 真の大根役者頂上決戦などに出演。

- ぼる塾
  - 世界お菓子サミットなどに出演。

### ナレーター
レギュラー
- 山田真一
  - レギュラー企画のナレーションを担当。
  - 「ショウヘイヘ〜イ」の声
- デビット・ホセイン
  - 「今夜が山田」 の声
- 田子千尋
  - 主に「山崎vsモリマン」、「クイズ500のコト」（天の声）。
- 柴田秀勝
  - 主に罰ゲーム、ヘイポー企画、村上ショージ教室シリーズ、世界怪談サミット。
- 延友陽子（当時日本テレビアナウンサー）
  - 主にヘイポークイズの出題の声。
- 野田圭一
  - 主に山崎音楽CDプロデュース、ゴレンジャイゲーム。
- 菅谷勇
  - 主に裁判企画。
- 槇大輔
  - 主に罰ゲーム、「ピカデリー梅田シリーズ」内のVTR。
- 広中雅志
  - 罰ゲーム「24時間耐久鬼ごっこ」。
  - 最近は主に笑ってはいけないシリーズ
- 太田真一郎
  - 主に「クイズ500(100)のコト」（天の声）。
- 石塚運昇
- いとうまゆ
- 市川展丈
- 一龍斎貞水
- 伊武雅刀
- 江川央生
- 江守徹
- 遠藤みやこ
- 遠藤守哉
- 大場真人
- 小川真司
- 織田優成
- 掛川裕彦
- 神島正和
- 神谷浩史
- 河内孝博
- 銀河万丈
- 来宮良子
- 黒沢良
- 玄田哲章
- 郷里大輔
- 幸野善之
- 小幡研二
- 小林清志
- 坂口哲夫
- 佐藤正治
- 塩沢兼人
- 住友優子
- 滝口順平
- 立木文彦
- 田中信夫
- 垂木勉
- 千葉繁
- 戸谷公次
- 中井和哉
- 中江真司
- 中尾良平
- 中西俊彦
- 難波圭一
- 野沢那智
- バカボン鬼塚
- 羽佐間道夫
- 馬場圭介
- 平野義和
- 藤田淑子
- 政宗一成
- 松島みのり
- 三村ロンド
- 森功至
- 森本レオ
- 山崎岳彦
- 山田康雄
- 遊佐浩二
- 若林直美

笑ってはいけないシリーズ
- 柴田秀勝：「温泉宿」、「温泉旅館」
- 真地勇志：「高校」
- 槇大輔：「警察」
- 佐藤賢治：「病院」
- 広中雅志：「新聞社」以降のシリーズ
- 垂木勉：「大脱獄」（心の声のナレーション）

### スタッフ
基本的に撮影時にはその場にいなければならないため、その場の空気のせいで唐突なタイミングで出演させられることが多い。
- 菅賢治（元総監督、チーフプロデューサー、プロデューサー･演出）ガースー。
  - 1回目の真剣白刃取り企画で得た高視聴率を盾に、ダウンタウンに対し危険な企画を強要する役回りとして初登場。その後はどんどんカメラ前にしゃしゃり出るキャラクターとして頻繁に登場していた。七変化企画にも挑戦している。

- 斉藤敏豪（元アドバイザー、総合演出）ヘイポー。
  - 自身のメイン企画が度々行われることもあるが、中には愚痴・スケベ・虚言癖・逆ギレ・女運ゼロ・運動神経ゼロなど人として最低な行為をすることが多く、レギュラーメンバーやスタッフなどの周囲からは呆れられ、しかも本人はあまり反省をしていない。還暦を迎えても行動に変化がない。2014年春頃から2015年春頃までは持病の心臓病が悪化したことによる体調不良で一時的に表舞台には登場していなかった。この頃に健康のために体重を20kg以上落とす大掛かりなダイエットを行い、休養する以前とは容姿がかなり変化している。2017年4月2日からエンドクレジットがアドバイザーに変更。2021年以降は出演していない。

- 中村喜伸（プロデューサー）カブトガニ。
  - 笑ってはいけないシリーズは全てに刺客として参加しており『スパイ』以降リアクション芸人の一員として体を張った芸を披露する。稀に通常の企画にもメインでこそ無いものの登場することがある。

- 小紫弘三（プロデューサー、元ディレクター）コム。
  - 2015年まで『さよなら月亭方正(山崎邦正)』でネタばらしの際に登場している。2017年4月からプロデューサーに昇格。

- 岡本昭彦（元ダウンタウンマネージャー、現在：吉本興業株式会社（旧よしもとクリエイティブ・エージェンシー）代表取締役社長）
  - ブリーフの貴公子。1995年から1997年に主に出演。DVD第9巻DISC2では彼を主役としたシリーズが収録されている。
  - 2013年1月27日放送の「浜田雅功の快脳！マジカルハマダ」ではおよそ16年振りに出演。
  - 2019年9月8日放送の「松本挑戦シリーズ 体操競技つり輪 内村航平を超える!!」にて会見での泣いている姿がジグソーパズルとなって登場。

- 藤原寛（元ダウンタウンチーフマネージャー（松本担当）、現在：吉本興業株式会社代表取締役副社長）
  - 岡本に続く名物マネージャー。1999年以降の対決・罰ゲームシリーズでは対決中の松本のサポーターを担当するなど、当シリーズに置ける進行を務める、その流れにより絶対に笑ってはいけないシリーズの進行役、判定音声の声を担当する。年末のおもしろVTRベスト10でも1999年以降の司会を務めている。

- 高須光聖（構成作家）
  - ダウンタウンの幼馴染みで目立った場面はないが、放送開始初期ではドッキリのターゲットにされるなど、稀にオープニング企画・2Sフリートーク・着ぐるみトークに映る場面がある。笑ってはいけないシリーズのDVD・BDでの特典映像にも出演している。

### 主なキャラクター
企画で登場した特徴的なキャラクターが、ダウンタウンはじめガキメンバーやスタッフにウケると、以後準レギュラー的に登場するようになるケースが多い。
- 板尾の嫁 ※太字は現行の嫁
  - 全員が外国人女性であり口癖は「もちろんそうよ」「その発想はなかったわ」時折、子供達も登場する。
  - 初代：1999年 - 2000年
    - ブラジル人女性。娘の名はハルミ。チャッキーの物まねで有名。板尾曰く「ブラジルへ帰った（離婚）」。

  - 二代目：2001年 - 2002年
    - フランス人女性。2001年登場。回転寿司工作の後行方不明。

  - 三代目（シェリー）：2004年 - 2007年、2011年 - 2014年
    - インド人女性。娘の名はサリナ。インド舞踊のステップを中心としたダンスが得意。途中で一度離婚したものの、復縁。娘（なぜかハルミ）とともに再び出演。歴代嫁の中で唯一、詳細な経歴（真偽不明）が設定されている。演者のシェリーは2007年3月17日からブログ[リンク切れ]を始めており、日本各地のイベントにも出演している。

  - 四代目：2008年
    - スウェーデン人女性。虚弱体質気味な金髪の娘は名前不明。ダンス（エアロビクスのステップ）が得意。「勃起王」の売り込み後行方不明。

  - 五代目：2009年
    - 出生地不明の外国人女性。黒髪の娘は名前不明。シェリーに似た外見だが、金髪のウィッグに黒いつけ睫毛が特徴。「暑いわぁ汗ばむわぁ」は彼女特有の口癖。

  - 六代目：2009年
    - 出生地不明の外国人女性。ヨーロピアン顔。「その言葉、胸に刺さるわぁ」が口癖。吹き矢に撃たれたあと失踪。

  - 七代目：2015年
    - 出生地不明の外国人女性。「それ、私に聞く?」が彼女特有の口癖。
- おばちゃん1号、腰振りおばちゃん、おばチッチ1号（浅見千代子）
  - 大仏の様なパンチパーマ頭が特徴であり、独特の不気味な腰ふりを得意としている。ガキ使のメンバー全員にディープキスをしている。松本にいたっては強引に乳を揉まされた。滅多に言葉を発しないが、七変化に登場した時は「私結構下ネタもいけるんですよ!」と自慢をしていた。実際に下ネタが大好きで、普段の出演時は不気味なほど無表情なのにもかかわらず、2015年の山-1グランプリに登場したアキラ100%の裸芸を観た時は涙を流して笑っていた。
- おばちゃん2号
  - 巨体の中年女性で、髪が薄くカツラを着用している。一時期おばちゃん1号とコンビを組んでいた。罰ゲームなどで活躍するも、収録中にカツラを取られたことに激怒し、短期間で番組を降板。最後に出演したのが2000年頃である。浜田主演の『明日があるさ』（日本テレビ）にも出演していた。
- おばちゃん3号、菅プロデューサーの嫁（三城晃子）
  - 2002年1月27日放送の「菅プレゼンツ！ストレス解消 ニコニコはとバスツアー！！」で初登場。顔が大きく、松本に「2頭身」「ソーセージ」と評されたこともある。菅プロデューサーの奥さんという触れ込みで登場したこともあり、収録に強引に参加してメンバーにディープキスをした。2010年6月27日放送の「山崎新喜劇」では「顔デカおばちゃん」と呼ばれていた。2011年7月27日、多臓器不全により他界。[24]
- 今夜が山田（デビット・ホセイン）
  - 板尾シリーズにおいて救急隊員・医師役で初登場。危篤状態の嫁を案じる板尾に真顔で「今夜がヤマだ」とだけ繰り返す姿がガキメンバーのツボにハマり、以降「山崎vsモリマン」のマッチドクター役などで活躍するようになる。「ヤマだ」の言い方が「山田」っぽく聞こえるため、「山田さん」と呼ばれるようになる。ガキの関係者の間ではカメラが回っていないところでも本名ではなく「山田さん」という呼ばれ方が既に定着している（本人もそれで振り向くという）。2010年6月27日放送の「山崎新喜劇」では「今夜が山田さん」と呼ばれていた。「笑ってはいけない温泉旅館の旅」などの罰ゲームシリーズでは就寝中に天の声で「今夜がやまだ」と再三繰り返し叫び、メンバーを笑いのドツボに誘い込む。「湯河原」の回も「今夜が山田」と叫んだ。「ハイスクール」では音楽に合わせ（合っていないのだが）「こんや〜が〜やまだ〜」と歌った。「警察24時」では従来のパターンに加え、「ほんやがやまだ」と叫んだ。2010年7月4日放送分で、入院中の松本の病状についてのトークをした際、「松本さんの容態は?」→「今夜が山田!」と洒落にならない返答をしてしまい、メンバーの顰蹙を買った。「今夜がやまだ」以外のセリフをしゃべったことはほとんどなく、他に発したのは「虫の息よ!」（前出・板尾シリーズで救急隊員を演じた際）「このエロダヌキ!」（藤原マネージャー・新婚さん企画「チキチキ新婚さんいらっしゃ〜い!!」のビンタ執行役）「いや、違いますよ!」（新年会で山崎に「山田さんって、吉本（所属）なんですか?」と聞かれた際の返答）の3つのみ。他番組に「ヤマダトゥナイト」という芸名で出演した事がある。
- ピカデリー梅田（菅登未男）
  - 河本の七変化で登場した老人。白の帽子とスーツに派手なアロハシャツというマフィア風のいでたちで、高圧的な態度と入れ歯によるパフォーマンスを得意とする。後にピカデリーシリーズで準レギュラー化。松本を「ハゲちゃん」と呼んで可愛がるほか、毎回のように遠藤に「（千秋を）愛してると叫べ」と強要する。レギュラー陣の中で浜田だけがピカデリー梅田の偉大さを認めようとしない。万引きGメンで巨体の外国人を取り押さえ「誰か男の人呼んで〜!」（男はつらいよのおばちゃんが言う、揉めごとが起きた時に近所の人に助けを求める台詞）の叫び声で爆笑を呼んだ。
- 新おにぃ（前島コーイチ）
  - 元「ほほほいおじさん」。笑ってはいけないシリーズ・レギュラー。2004年4月18日放送のココリコ遠藤ドッキリ企画!!で初登場。
- 竹井篤次
  - 「浜田雅功「何やねん」だけで50人斬りに挑戦」で初登場。その際付けていた名札には82歳、無職独身と書かれていた。他のエキストラたちが浜田の何やねんに次々と敗れる中、一人だけ浜田の威圧感に物怖じ一つ見せず天然ボケじみたキャラで浜田に勝利した。その後、2012年の「笑ってはいけない熱血教師」でもバス移動の際に笑いの刺客として次長課長河本と共に出演し、その際にはバスで行うネタの台本を貰っていない事や「唯のエキストラなのだからきちんとやる必要はない」といった趣旨のやりとりが事務所であったことなどを暴露し、ガキメンバーを爆笑させた。

- アフリカ中央テレビのクルー（クレイグ・ナイン ほか）
  - 釣り選手権、山崎vsモリマンなど、定番企画の収録になると必ず「取材に来た」と称して出没する。カメラマン、マイク、ディレクターの3人で登場。その中のディレクターは出演者らにムチャなカンペを提示してコメントを要求したりする。「ボケて」とカンペを出し、出演者がボケようとフリを始めると「巻け」を指示したり、回答が一言で終わってしまうような質問を出した後は「伸ばせ」とやたら指示を出したりと、ムチャ振りの限りを尽くす。初登場は2001年放送の板尾シリーズで、板尾の娘の密着取材をしている体で登場。一時期出番が無く、再登場の際にクルーメンバーを変更。
- 山崎専属トレーナー
  - 「山崎VSモリマン」に登場する山崎専属の黒人トレーナーで、2人組みで登場することが多く、しばしばメンバーは入れ替わる。山崎に対し「いいぞ天才芸人」「モリマン怖いよ」「カリスマ出てるよ」「ララちゃん生まれたよ」「アヤちゃん可愛いね」「邦正スベる気しないよ」「山崎勝てるよ」などとアドバイスを出す。日本語が流暢な者とそうでない者がいて、時々他のメンバーが聞き間違いを起こす。松本人志は「いいぞ天才芸人」を「いそけさげり」と聞き間違い、何かの蹴り技かと勘違いした。台詞がテレコになった際は「テレコでもいけるんやね」と素直に感心していた。
- 通訳
  - ニセオーディション企画に頻出する女性。外国人ないし外国人に扮したメンバーの発言を淡々と通訳する。2009年放送の「新千秋オーディション」以降は「遠藤の下落合の母」なる占い師の老婆を伴うことがあり、発言内容を無視したデタラメな訳[注 18]を披露する。

## 備考

### 反響
レギュラー放送並びにゴールデンタイムの放送を問わず、企画によっては放送局に抗議の電話が多数掛かってきたり、放送倫理・番組向上機構（BPO）にも苦情が寄せられ、BPOがそれを基に日本テレビに対して回答を求める事もある。また、日本PTA全国協議会が2012年まで実施していた「子どもとメディアに関する意識調査」では、2008年から2011年まで4年連続で「保護者が子どもに見せたくないテレビ番組」の上位にランクイン（2008年度・2009年度・2011年度は10位、2010年度は7位）していた。それ故、『山崎VSモリマン』では「食べ物を粗末にするな」というクレームが寄せられたために企画自体が消滅した他、『板尾プレゼンツ・イッツジーショッピング』（2008年6月29日放送分）でも、企画自体がフィクションという設定にも関わらず、視聴者が実際の通販会社に企画内で紹介した「勃起王」に関する問い合わせをした後に、日本テレビに対して「通販会社にそんなものはないと言われ、赤っ恥をかかされた」とクレームを入れたこともあった。
その上、番組の内容などを巡っては内容の過激さなどからネットを一時的に打ち切る局があった他、同時ネット局では当日知事選挙や市長選挙が行われた場合、当番組の時間帯に選挙特番に差し替えた上で当該回を後日時差ネットに変更したり休止とする局や、時差ネット局では内容やゲストによっては過去の再放送に差し替えたり、遅れ幅の回復のため当該回を休止とする局もある。
これらの見解に対して日本テレビは2008年9月7日・9月14日放送分（企画は「テレビ史上初!著作権あり罰ゲームを考える」）におけるBPOに対する回答において、「ダウンタウンと主要スタッフが細部の演出を詰めていく制作体制を取っており、番組内容の判断と品質管理はチーフプロデューサーとプロデューサーが担当している」「企画に関しても、出演者の安全や笑いの質についてもチーフプロデューサーがルールを定めた上で、オフライン編集やスポンサー試写に至るまでスタッフと共に立会った上で、番組の内容の管理に努めている」などとコメントしている。
現在時差ネットを行っている広島テレビが2004年7月から、札幌テレビと福岡放送の2局では2024年4月から自社制作番組放送や編成見直しに伴い時差ネットへ変更された他、現在同時ネットを行っている局の内、テレビ岩手が2009年4月から2022年3月まで、テレビ大分が2016年4月から2021年3月まで、それぞれ編成見直しや自社制作番組放送のため時差ネットで放送されていた他、2015年3月まで遅れネット局で、札幌テレビと福岡放送と同じ読売中京FSホールディングス傘下である読売テレビと中京テレビの2局では2005年4月の再開から2015年4月の同時ネット化されるまで、幾度となく時間変更が行われたりするなど、キー局と系列局の間に番組製作基準などの面で今も少なからず相違があり、福岡放送のように自らの判断で「危険ですので真似しないでください」と注意テロップの後付け（提供クレジットと同様に、放送局マスター送出による）を行うケースもしばしば見受けられる。
かつては週末の午後や夕方に本放送を行っていた局もあったが、時差ネットを行っている札幌テレビ・広島テレビ・福岡放送の3局は深夜1時台の放送となっており、午後や夕方に本放送を行うのは同時ネット局における振替放送のみとなっている。振替放送自体も各局の通常編成の終了後（放送日は当日深夜 - 6日後、放送時間は主に深夜1時台後半 - 3時台）に放送されるケースが多く、午後や夕方に振替放送を行うケースは減少傾向にある他、振替放送自体を実施しない同時ネット局もある。
しかしこのような批判の一方、優良放送番組推進会議による調査では、2011年に放送された『絶対に笑ってはいけない空港24時』が、第34回アンケート調査 年末年始特番 平均点ランキング3位に選ばれた。

### 視聴率
1990年代後半頃には23時台の番組にもかかわらず、視聴率は20%を超えるようになり、1995年から2001年までのバラエティ番組年間平均視聴率トップ10にも常にランクインしていた。関東地区における視聴率は、回によっては15%に肉薄するなど安定していた。2017年現在では7％ - 11%前後を推移しており、一桁となる回の方が多くなってはいるものの、横並びでは現在もトップに立つことが多い。2004年8月 - 2007年1月現在、DVD全8巻の売上数がおよそ170万本以上を売り上げる大ヒットを記録。第9巻も売上ランキング初登場1位になり、総売上数が200万枚を突破した。
ただしスペシャル版に限っては例外としてゴールデンタイムに放送されており、2004年12月には1996年3月31日以来8年9か月ぶりのゴールデンタイムでの特番「ダウンタウンのガキの使いあらへんで!!15周年記念スペシャル 浜田・山崎・田中罰ゲーム 笑ってはいけない温泉宿一泊二日の旅in湯河原」が放送され、関東（日本テレビ）で16.9%、当時レギュラー放送を休止していた関西（読売テレビ）では20.0%と高視聴率を記録した。2005年10月4日にも「ダウンタウンのガキの使いやあらへんで!!罰ゲームスペシャル 松本・山崎・ココリコ罰ゲーム 絶対に笑ってはいけない高校（ハイスクール）」がゴールデンタイムに2時間半放送された。2006年以降は大晦日から元旦にかけて、毎年1回はゴールデンタイムで放送しており、2007年末のスペシャルでは番組初のステレオ放送を実施した。
2017年現在での番組最高視聴率（関東エリア）の回は、1999年7月4日放送の23.6%（企画:芸能人釣り選手権）。

### 地上デジタル・ハイビジョン化
2008年4月13日放送分（企画：「さようなら山崎邦正」の8回目、通算899回目）よりレギュラー放送がハイビジョン制作で行われるようになり、地上デジタル放送ではデジタルハイビジョン放送となる。2010年4月4日放送分（企画は同じく「さようなら山崎邦正」の10回目、通算999回目）からアナログ放送に関してはレターボックス放送に変更され、16:9画面に準じたテロップ装飾に変更された。ハイビジョン収録に関しては暫くはスタジオ収録部分のみであったが、2008年9月28日放送分からロケ収録（ただし屋内メインとした企画のみ）もハイビジョンに切り替えられた（奇遇にも、企画はスタジオでの初のハイビジョン収録となったときと同様、山崎がメインとした企画「山崎歌劇団」）。長らく屋外でのロケに関しては標準画質放送だったが2010年5月3日放送分（企画:松本絶妙なタイミングで登場)よりハイビジョン収録となった。4:3で撮影されたVTRに関しては、地上デジタル放送では白地の番組ロゴに黒の背景がデザインされたパネルが両サイドに貼られているピラーボックス放送となる。
2012年4月1日放送分（企画は「さよなら山崎邦正」12回目）から年末特番のみ対応していた字幕放送がレギュラー放送でも対応された。字幕の色は、浜田の声が黄色、松本の声が水色、その回のゲスト出演者の一人（ゲストがいない場合は方正）の声が緑色で表示される。
年末特番のみ番組と連動のデータ放送も行われている。以前はレギュラー放送（日本テレビと同時ネットの地域のみ）でも行われていたが、2009年3月29日放送分までは各回の放送内容や収録裏話、視聴者の質問に答える形で近日放送の企画や特番についての速報や「おばちゃん日記」「ガキの使いクイズ」などのコンテンツを視聴・利用できた。しかし2009年4月5日放送分からデータ放送のコンテンツが大幅に簡素化され、当日の放送内容の短い紹介を除いては出演者プロフィールやグッズ・DVD紹介などが表示されるのみとなった。2009年の大晦日の放送は特番では初めてデータ放送を実施し、『ZERO×選挙』にて視聴者から投稿されたメッセージを半リアルタイムで表示する「選挙メッセンジャー」とほぼ同様のコンテンツ、「第1回チキチキガキ使メッセンジャー」が登場した。
大晦日の放送は2006年の「警察」からハイビジョン制作であるが、レギュラー放送同様にスタジオ部分と屋内ロケはハイビジョン収録。2008年大晦日に放送された「山崎VSモリマン」は屋内ロケだったためハイビジョン収録。「笑ってはいけない…」に関しては2009年の「ホテルマン」まで標準画質での収録で両サイドにパネルが貼りつけられていたが、2010年の「スパイ」から全編ハイビジョン収録となった。地上デジタル放送の性質上2秒近いタイムラグが発生することもありカウントダウンは行われておらず、代わりに最後のシーンで「明けましておめでとうございます」という一文がテロップ表記される。

## 特別番組

### 番組一覧
番組名は簡略表記。派生番組も含める。
| 本編放送日     | サブタイトルなど                                |
| -------------- | ----------------------------------------------- |
| 1990年6月17日  | 土曜深夜『60分放し飼い』                        |
| 1990年12月29日 | SHA.LA.LA.の使いやあらへんで!!                  |
| 1991年2月11日  | ガキの遊びやあらへんで!!                        |
| 1991年12月27日 | 男ットコ前やな〜!                               |
| 1992年4月11日  | 男ットコ前やな〜! PART2                         |
| 1992年10月2日  | 男ットコ前やな〜! PART3                         |
| 1993年1月2日   | ハッピーニューイヤ〜ンバカ〜ン!!                |
| 1993年4月1日   | 男ットコ前やな〜! PART4                         |
| 1993年6月10日  | ハッピーニューイヤ〜ンバカ〜ン!!2               |
| 1993年10月5日  | 男ットコ前やな〜! PART5                         |
| 1993年10月17日 | 1993年秋                                        |
| 1994年4月10日  | 1994年春                                        |
| 1994年10月16日 | 1994年秋                                        |
| 1994年12月22日 | 1994年冬                                        |
| 1995年4月2日   | 1995年春                                        |
| 1995年10月15日 | 1995年秋                                        |
| 1995年12月29日 | 1995年年末                                      |
| 1996年3月31日  | 1996年春                                        |
| 2002年1月1日   | 2002年新春                                      |
| 2004年1月3日   | 2004年新春                                      |
| 2004年12月28日 | 笑ってはいけない温泉宿一泊二日の旅in湯河原      |
| 2005年10月4日  | 絶対に笑ってはいけない高校                      |
| 2006年12月31日 | 絶対に笑ってはいけない警察24時                  |
| 2007年12月31日 | 絶対に笑ってはいけない病院24時                  |
| 2008年12月31日 | 山崎VSモリマン 炎のファイナルリベンジマッチ     |
| 2008年12月31日 | 絶対に笑ってはいけない新聞社24時                |
| 2009年12月31日 | 絶対に笑ってはいけないホテルマン24時            |
| 2010年12月31日 | 絶対に笑ってはいけないスパイ24時                |
| 2011年12月31日 | 絶対に笑ってはいけない空港24時                  |
| 2012年12月31日 | 絶対に笑ってはいけない熱血教師24時              |
| 2013年12月31日 | 絶対に笑ってはいけない地球防衛軍24時            |
| 2014年12月31日 | 絶対に笑ってはいけない大脱獄24時                |
| 2015年12月31日 | 絶対に笑ってはいけない名探偵24時                |
| 2016年12月31日 | 絶対に笑ってはいけない科学博士24時              |
| 2017年7月17日  | 2017年夏                                        |
| 2017年9月24日  | 2017年秋                                        |
| 2017年12月31日 | 絶対に笑ってはいけないアメリカンポリス24時!     |
| 2018年3月25日  | 2018年春                                        |
| 2018年7月8日   | 2018年夏                                        |
| 2018年12月31日 | 絶対に笑ってはいけないトレジャーハンター24時!   |
| 2019年3月31日  | 2019年春                                        |
| 2019年12月31日 | 絶対に笑ってはいけない青春ハイスクール24時!     |
| 2020年12月31日 | 絶対に笑ってはいけない大貧民GoToラスベガス24時! |

### 1990年
60分放し飼い ダウンタウンのガキの使いやあらへんで!!スペシャル
- 放送日時
1990年6月17日（日）25:10 - 26:05（55分）[注 22]。
- 番組内容
  - 吉本後輩芸人ネタ披露（今田耕司、東野幸治、オールディーズ、130R、ボブキャッツ）
  - フリートーク 吉本大御所タレント勢力相関
  - ダウンタウンの漫才
- 備考
放送枠は土曜深夜の単発特別番組枠『60分放し飼い』。

### ガキの遊びやあらへんで!!
ダウンタウンのガキの遊びやあらへんで!!〜ダウンタウン改造計画〜
- 放送日時
1991年2月11日（月）16:00 - 16:45（45分）
- 番組内容
コンビ結成10周年（10年目）特別企画。ダウンタウンのテーマソングを嘉門達夫と尾崎亜美、キャッチコピーを椎名桜子、シンボルマークを日比野克彦に依頼する。
- 備考
「建国記念の日」の夕方に放送された特別番組。

### 1993年秋
笑撃的電影箱 ダウンタウンのガキの使いやあらへんで!!スペシャル
- 放送日時
1993年10月17日（日）23:30 - 24:26（56分）
- 番組内容
  - 第6回 ガキの使いやあらへんで!! チキチキ芸能人お前そうちゃうんかグランプリ〜!!
  - 歌とおしゃべりの夕べ ダウンタウンオータムディナーショー
- 備考
通常枠拡大版で『笑撃的電影箱』では最初で最後の『ガキの使い』スペシャル。
『進め!電波少年』は休止。21:00 - 22:54枠『芸能人ザッツ宴会テイメント お留守番』。

### 1994年春
ダウンタウンのガキの使いやあらへんで!!スペシャル
- 放送日時
1994年4月10日（日）22:30 - 23:54（84分）[注 23]
- 主な内容
  - 坂本龍一プロデュース・ダウンタウン全米デビュー!! GEISHA-GIRLS in N.Y
  - 歌とおしゃべりの夕べ ダウンタウンスペシャルディナーショー'94
  - 冒険野郎 松本人志 最大の危機!! 高電圧に挑戦!?
  - 男と大男の熱き戦い アッコVS梅宮 仁義なきバドミントン対決!!
- 備考
通常枠拡大版で『笑撃的電影箱』枠消滅後、単独番組の初回スペシャル。
プロ野球中継で30分繰り下げ。『オシャレ30・30』と『進め!電波少年』は休止。

### 1994年秋
ダウンタウンのガキの使いやあらへんで!!スペシャル 24HOURS LIVE TALK
- 放送日時
1994年10月16日（日）21:00 - 22:54（114分）
- 番組内容
静岡県相良町で1994年9月24日から25日に開催された「24時間トークライブ」を放送。
- 備考
全国ネット。『知ってるつもり?!』『進め!電波少年』および『ガキ使』通常枠休止。

### 1994年冬
ダウンタウンのガキの使いやあらへんで!!5周年記念スペシャル
- 放送日時
1994年12月22日（木）19:00 - 19:54（54分）
- 備考
全国ネット。『嗚呼!バラ色の珍生!!』は休止。

### 1995年春
ダウンタウンのガキの使いやあらへんで!!スペシャル
- 放送日時
1995年4月2日（日）21:00 - 22:54（114分）
- 主な内容
  - ガキの使いあらへんで!!スペシャル チキチキゴッホ松本・アホ画伯浜田のお絵書き道場 文化人編〜!!
  - 第5回紅白どっちが勝つねん!!罰ゲーム 浜ちゃんニューヨーク坂本龍一宅にシャーペン取りに行く!!
  - 松本人志 世紀の大挑戦! 上空30メートル炎の大落下
- 備考
全国ネット。『知ってるつもり?!』『進め!電波少年』および『ガキ使』通常枠は休止。

### 1995年秋
ダウンタウンのガキの使いやあらへんで!!スペシャル
- 放送日時
1995年10月15日（日）21:00 - 22:54（114分）
- 主な内容
  - アントン追い祭り
  - 芸能人釣りキチ選手権
  - まずいジュースプロジェクト（ガキ水）
- 備考
全国ネット。『知ってるつもり?!』『進め!電波少年』および『ガキ使』通常枠休止。
世帯視聴率：関東18.7% / 関西20.3%

### 1995年年末
ダウンタウンのガキの使いやあらへんで!!スペシャル in 香港
- 放送日時
1995年12月29日（金）19:00 - 20:54（114分）
- 主な内容
  - ダウンタウンの香港漫遊記
  - ブリーフの貴公子 マネージャー岡本 また×5怒る!!
- 備考
全国ネット。『発明将軍ダウンタウン』『ウッチャンウリウリ!ナンチャンナリナリ!!』は休止。

### 1996年春
ダウンタウンのガキの使いやあらへんで!!スペシャル ダウンタウン7年間の軌跡
- 放送日時
1996年3月31日（日）21:00 - 22:54（114分）
- 番組内容
番組7年間の総集編。『お笑いスター誕生!!』などの日テレ出演番組も放送。
- 備考
全国ネット。『知ってるつもり?!』『進め!電波少年』および『ガキ使』通常枠は休止。
世帯視聴率：関東20.9% / 関西19.0%

### 2002年新春
ダウンタウンのガキの使いやあらへんで!!スペシャル 新年大放送 世紀の2大罰ゲーム!!
- 放送日時
2002年1月1日（火）3:15 - 5:45（150分）[注 24]
- 番組内容
「浜田チーム体育館で24時間鬼ごっこ!」「松本一人ぼっちの廃旅館1泊2日の旅!」の総集編。新規撮影「神社参拝」。
- 備考
年明け直後、元日未明の特別番組。

### 2004年新春
ダウンタウンのガキの使いやあらへんで!!初笑いSP 15周年蔵出し傑作集!!
- 放送日時
2004年1月3日（土）24:25 - 25:50（85分）
- 番組内容
番組15年間の総集編と罰ゲーム未公開。新規撮影「豊川稲荷でおみくじ」。
- 備考
正月深夜の特別番組。

### 笑ってはいけないシリーズ
- 2004年12月28日に「浜田・山崎・田中罰ゲーム 笑ってはいけない温泉宿一泊二日の旅in湯河原」が放送された。関東（日本テレビ）16.9%を記録し、当時レギュラー放送を休止していた関西（読売テレビ）では20.0%と高視聴率を記録した。それ以降、罰ゲーム企画は毎年1回ゴールデンタイムで放送されている。
- 2005年10月4日に「松本・山崎・ココリコ罰ゲーム絶対に笑ってはいけない高校（ハイスクール）」がゴールデンタイムに2時間半放送された。
- 2006年の大晦日に「浜田・山崎・遠藤罰ゲーム 絶対に笑ってはいけない警察24時!!」がNNN30局同時ネットで放送された。この回は21時から年越し後の2007年元日0時10分までの3時間10分放送した（全編生放送ではなく録画であり、録画放送で年を越すのは日本テレビ系としては開局以来初のこととなる。年越しカウントダウンなしというのも民放では異例である[注 25]）。これは、2006年10月29日放送分のデータ放送の「聞いてみまっしょい!」のコンテンツ中で罰ゲームの放送とその詳細で明らかになった。実際に2007年になった瞬間は「山崎、OUT!」（ジミー大西が知能犯役を演ずるビデオで、彼が悪臭にむせる様子を見て笑ってしまったため）だった。視聴者ややしきたかじんなどから、「DVDが発売される可能性があるから、視聴率が低くなるのではないか」という意見もあったが、「ちちんぷいぷい」が独自に行った視聴率調査では「K-1 PREMIUM 2006 Dynamite!!」（TBS）を抜き、民放では第1位の視聴率25.3%となった。実際の視聴率も、関東地区10.2%（関西地区17.2%）と、「NHK紅白歌合戦」の裏番組の中では第2位を記録した。オリコンチャート調べの「年末年始のおもしろかったテレビ特番ランキング」でも第2位となり、批判を打ち消した格好となった。ダウンタウンが「見所があっても、（紅白に）勝つ気がなく勝負を放棄した」と言っていた。「大晦日年越しスペシャル」でスタジオの映像のみだが、ハイビジョンカメラでの撮影が行われた。ハイビジョンカメラでの撮影では番組開始以来初めてのことである。また、笑ってはいけないシリーズでこの回が事前対決最後になった。
- 前回の反響から、2007年も大晦日の21時から年越し後の2008年元日0時20分まで「大晦日年越しスペシャル 絶対に笑ってはいけない病院24時」を3時間20分にわたり放送した。笑ってはいけないシリーズの事前対決が前回で終了になったので、この回より5人全員での挑戦となった（ただし、山崎は収録当時胃腸炎で退院間もなかったため、点滴を受けるなど体調を考慮し、一部コーナーの出演を見合わせた。そのため、罰を受けた回数が他のメンバーに比べ極度に少ない）。それまでは、ダウンタウンのトーク内やコーナー内でメンバーの誰か（松本、浜田のどちらかを含む）が罰ゲームを受けるかを決めていた。ちなみに、実際に2008年になった瞬間は「バチッ」（ドアノブに電流が流されていて二人がノブに触った瞬間の音）だった。
- 2008年にも大晦日に放送が行われ、今回は「大晦日スペシャル 大メインクライマックス2008 山崎VSモリマン 炎のファイナルリベンジマッチ」が第1部、第2部が「大晦日年越しスペシャル絶対に笑ってはいけない新聞社24時」での2部構成で、放送開始が18時半から2009年元日0時20分までの5時間50分という長時間放送であった。番組開始以来初の字幕放送を実施した。第1部の視聴率は10.0%、第2部の視聴率は15.4%（関東地区、ビデオリサーチ）を記録し、「第59回NHK紅白歌合戦」と同時間帯の民放の番組（第2部）では、一番高かった。このときは途中の提供読みはなく、クレジットのみ（野球中継などの形式で画面下中央に表示）の紹介となった。
- 2009年にも大晦日に『大晦日年越しスペシャル絶対に笑ってはいけないホテルマン24時』が放送された。この回は、放送時間が18時30分から0時30分の6時間で、昨年より10分長くなった他、昨年のような2部構成ではなく、全編『笑ってはいけないホテルマン』となり、シリーズ最長の6時間スペシャルとなった。一部、途中の提供クレジット後にCMが入るパターンだった。第1部の視聴率は16.4%。第2部の視聴率は15.4%だった。テレビ大分では第1部を2010年2月7日0:50 - 3:59、第2部を2月8日1:20 - 4:11に放送した。TBS系列の琉球放送では第1部を2月4日14:35 - 17:45、第2部を2月5日14:55 - 17:45に放送した[注 26]。
- 2010年にも大晦日に「ガキの使い大晦日年越しスペシャル絶対に笑ってはいけないスパイ24時」が放送された。今回も放送時間が18時30分から0時30分と、昨年同様に6時間スペシャルとなった。藤原のアウトボイスの新バージョンが導入された。視聴率も「NHK紅白歌合戦」の裏番組では第1部が15.3%、第2部が14.3%（関東地区、ビデオリサーチ）と一番高かった。テレビ大分は『絶対に笑ってはいけないホテルマン24時』に続いて遅れネットになり、2011年1月2日0:50 - 6:50に放送した。ちなみに実際に2011年になったのは、閉じ込められている娘を助けるミッションが始まった時の「MISSION START」のテロップが出た時だった[注 26]。
- 2011年にも大晦日に「ガキの使い大晦日年越しスペシャル絶対に笑ってはいけない空港24時」が放送された。今回も放送時間が18時30分から0時30分と、前年同様に6時間スペシャルとなった。笑ってはいけない効果音の新バージョンが導入された。第1部で18.7%、第2部が16.6%（関東地区、ビデオリサーチ）を記録し、過去最高となった。2009年・2010年と2年連続で時差ネット放送となっていたテレビ大分は今回、同時ネット放送となった。ちなみに実際に2012年になったのは、レイザーラモンRGの自己紹介の時だった。
- 2012年1月13日には『金曜スーパープライム』で特別番組「ガキの使いSP完全版!!絶対に見逃してはいけない空港24時」が放送された。大晦日SPを除くとゴールデンタイムでは6年3か月ぶりの特番となる。
- 2012年の大晦日も「大晦日年越しスペシャル絶対に笑ってはいけない熱血教師24時」がNNN30局同時ネットで放送された。今回も放送時間が18時30分から0時30分と、昨年同様に6時間スペシャルとなった。終盤のエンドロールで「日テレ」のロゴが60周年用のロゴに変更している。これが同局の60周年用ロゴ第1号だった。
- 2013年1月8日には特別番組「絶対に笑ってはいけない熱血教師お見逃しも未公開も一挙大公開SP!!」が放送された。
- 2013年の大晦日も「大晦日年越しスペシャル絶対に笑ってはいけない地球防衛軍24時」が放送された。例年通り18時30分から0時30分の6時間スペシャルで放送された。山崎邦正から月亭一門入門に伴う月亭方正の改名で「方正 OUT」に変更された。
- 2014年1月3日には特別番組「絶対に笑ってはいけない地球防衛軍24時お見逃しも未公開も一挙大公開SP!!」が放送された。
- 2014年の大晦日も「大晦日年越しスペシャル絶対に笑ってはいけない大脱獄24時」が放送された。例年通り18時30分から0時30分の6時間スペシャルで放送された。
- 2015年1月3日には特別番組「絶対に笑ってはいけない大脱獄24時お見逃しも未公開も一挙大公開SP!!」が放送された。
- 2015年の大晦日には「大晦日年越しスペシャル絶対に笑ってはいけない名探偵24時」が放送された。例年通り18時30分から0時30分の6時間スペシャルで放送された。
- 2016年1月4日には特別番組「絶対に笑ってはいけない名探偵24時お見逃しも未公開も一挙大公開SP!!」が放送された。
- 2016年の大晦日も「大晦日年越しスペシャル絶対に笑ってはいけない科学博士24時」が放送された。例年通り18時30分から0時30分の6時間スペシャルで放送された。
- 2017年1月3日には特別番組「絶対に笑ってはいけない科学博士24時お見逃しも未公開も一挙大公開SP!!」が放送された。
- 2017年の大晦日も「大晦日年越しスペシャル!絶対に笑ってはいけないアメリカンポリス24時」が放送された。例年通り18時30分から0時30分の6時間スペシャルで放送された。
- 2018年1月6日には特別番組「絶対に笑ってはいけないアメリカンポリス24時お見逃しも未公開も一挙大公開SP!!」が放送された。
- 2018年の大晦日も「大晦日年越しスペシャル絶対に笑ってはいけないトレジャーハンター24時」が放送された。例年通り18時30分から0時30分の6時間スペシャルで放送された。
- 2019年1月5日には特別番組「絶対に笑ってはいけないトレジャーハンター24時お見逃しも未公開も一挙大公開SP!!」が放送された。
- 2019年の大晦日も「大晦日年越しスペシャル絶対に笑ってはいけない青春ハイスクール24時」が放送された。例年通り18時30分から0時30分の6時間スペシャルで放送された。
- 2020年1月4日には特別番組「絶対に笑ってはいけない青春ハイスクール完全版お見逃しも未公開も一挙大公開SP!!」が放送された。
- 2020年の大晦日も「大晦日年越しスペシャル絶対に笑ってはいけない大貧民GoToラスベガス24時!」が放送された。例年通り18時30分から0時30分の6時間スペシャルで放送された。

### 山崎VSモリマン2008
ダウンタウンのガキの使いやあらへんで!!大晦日年越しスペシャル 第一部 大メインクライマックス2008 山崎VSモリマン 炎のファイナルリベンジマッチ
2008年12月31日（水）18:30 - 20:20（110分）
第2部は「絶対に笑ってはいけない新聞社24時」を放送。
DVD第14巻に収録。

### 2017年夏
ダウンタウンのガキの使いやあらへんで!特別版! 絶対に集合しなくてはいけない!スマホなしで待ち合わせSP
2017年7月17日（月）22:00 - 23:30（90分）
全国ネット。『しゃべくり007』は休止。
関東では前日（7月16日）日曜14:15 - 15:10に『スマホなしで待ち合わせ予習SP!』を放送。
7月23日の通常回で「未公開シーン」を放送。
罰ゲーム以外の企画でのスペシャルとしては2008年大晦日の「山崎VSモリマン 炎のファイナルリベンジマッチ」以来約8年半ぶりで、大晦日スペシャルおよびその関連番組を除いたスペシャルとしては『絶対に笑ってはいけない高校』以来11年9か月ぶりだった。

### 2017年秋
ダウンタウンのガキの使いやあらへんで!特別版! 絶対に答えなくてはいけない!レジェンド芸人に聞きたいことSP
2017年9月24日
全国ネット：日曜23:00 - 23:55（55分）
通常放送枠：日曜23:55 - 24:25（30分）
全国ネット特別枠55分と通常放送枠30分の連結放送。レギュラー放送が遅れネットだった札幌テレビと広島テレビに対する措置。2019年春スペシャルまで、この形式を踏襲。

### 2018年春
ダウンタウンのガキの使いやあらへんで!特別版! チキチキ大喜利大合戦スペシャル〜!!
2018年3月25日
全国ネット：日曜23:00 - 23:55（55分）
未公開シーン：日曜23:55 - 24:25（30分）
オープニングは『笑点』のオープニングを模したアニメーションとなり、同番組のテーマも使用された。

### 2018年夏
ダウンタウンのガキの使いやあらへんで!特別版! 絶対に集合しなければならない!スマホなしで待ち合わせSP
2018年7月8日
全国ネット：日曜22:30 - 23:25（55分）
未公開シーン：日曜23:25 - 23:55（30分）
第6回「スマホなしで待ち合わせ」

### 2019年春
ガキ使プレミアムズ 人気アーティストが最強企画にやってきたSP
2019年3月31日
全国ネット：日曜23:00 - 23:55（55分）
未公開シーン：日曜23:55 - 24:25（30分）

## ネット局・配信元
| 放送対象地域   | 放送局                    | 系列                          | 放送時間                     | ネット状況 | 脚注                |
| -------------- | ------------------------- | ----------------------------- | ---------------------------- | ---------- | ------------------- |
| 関東広域圏     | 日本テレビ（NTV）         | 日本テレビ系列                | 日曜 23:25 - 23:55           | 【制作局】 | 【制作局】          |
| 青森県         | 青森放送（RAB）           | 日本テレビ系列                | 日曜 23:25 - 23:55           | 同時ネット | [ 注 27 ]           |
| 岩手県         | テレビ岩手（TVI）         | 日本テレビ系列                | 日曜 23:25 - 23:55           | 同時ネット | [ 注 28 ]           |
| 宮城県         | ミヤギテレビ（MMT）       | 日本テレビ系列                | 日曜 23:25 - 23:55           | 同時ネット | [ 注 29 ]           |
| 秋田県         | 秋田放送（ABS）           | 日本テレビ系列                | 日曜 23:25 - 23:55           | 同時ネット | [ 注 30 ]           |
| 山形県         | 山形放送（YBC）           | 日本テレビ系列                | 日曜 23:25 - 23:55           | 同時ネット |                     |
| 福島県         | 福島中央テレビ（FCT）     | 日本テレビ系列                | 日曜 23:25 - 23:55           | 同時ネット | [ 注 31 ] [ 33 ]    |
| 山梨県         | 山梨放送（YBS）           | 日本テレビ系列                | 日曜 23:25 - 23:55           | 同時ネット |                     |
| 新潟県         | テレビ新潟（TeNY）        | 日本テレビ系列                | 日曜 23:25 - 23:55           | 同時ネット |                     |
| 長野県         | テレビ信州（TSB）         | 日本テレビ系列                | 日曜 23:25 - 23:55           | 同時ネット | [ 注 33 ]           |
| 静岡県         | 静岡第一テレビ（SDT）     | 日本テレビ系列                | 日曜 23:25 - 23:55           | 同時ネット | [ 注 34 ]           |
| 富山県         | 北日本放送（KNB）         | 日本テレビ系列                | 日曜 23:25 - 23:55           | 同時ネット | [ 注 35 ] [ 注 36 ] |
| 石川県         | テレビ金沢（KTK）         | 日本テレビ系列                | 日曜 23:25 - 23:55           | 同時ネット | [ 注 37 ]           |
| 福井県         | 福井放送（FBC）           | 日本テレビ系列                | 日曜 23:25 - 23:55           | 同時ネット | [ 注 39 ]           |
| 中京広域圏     | 中京テレビ（CTV）         | 日本テレビ系列                | 日曜 23:25 - 23:55           | 同時ネット | [ 注 40 ]           |
| 近畿広域圏     | 読売テレビ（ytv）         | 日本テレビ系列                | 日曜 23:25 - 23:55           | 同時ネット | [ 注 41 ] [ 注 42 ] |
| 鳥取県・島根県 | 日本海テレビ（NKT）       | 日本テレビ系列                | 日曜 23:25 - 23:55           | 同時ネット | [ 注 43 ]           |
| 山口県         | 山口放送（KRY）           | 日本テレビ系列                | 日曜 23:25 - 23:55           | 同時ネット | [ 注 44 ]           |
| 徳島県         | 四国放送（JRT）           | 日本テレビ系列                | 日曜 23:25 - 23:55           | 同時ネット | [ 注 45 ]           |
| 香川県・岡山県 | 西日本放送（RNC）         | 日本テレビ系列                | 日曜 23:25 - 23:55           | 同時ネット |                     |
| 愛媛県         | 南海放送（RNB）           | 日本テレビ系列                | 日曜 23:25 - 23:55           | 同時ネット |                     |
| 高知県         | 高知放送（RKC）           | 日本テレビ系列                | 日曜 23:25 - 23:55           | 同時ネット | [ 注 46 ]           |
| 長崎県         | 長崎国際テレビ（NIB）     | 日本テレビ系列                | 日曜 23:25 - 23:55           | 同時ネット | [ 注 47 ]           |
| 熊本県         | くまもと県民テレビ（KKT） | 日本テレビ系列                | 日曜 23:25 - 23:55           | 同時ネット | [ 注 48 ]           |
| 鹿児島県       | 鹿児島読売テレビ（KYT）   | 日本テレビ系列                | 日曜 23:25 - 23:55           | 同時ネット | [ 注 49 ]           |
| 大分県         | テレビ大分（TOS）         | 日本テレビ系列 フジテレビ系列 | 日曜 23:25 - 23:55           | 同時ネット | [ 注 50 ] [ 注 51 ] |
| 北海道         | 札幌テレビ（STV）         | 日本テレビ系列                | 木曜 0:59 - 1:29（水曜深夜） | 遅れネット | [ 注 52 ]           |
| 広島県         | 広島テレビ（HTV）         | 日本テレビ系列                | 木曜 0:59 - 1:29（水曜深夜） | 遅れネット | [ 注 53 ]           |
| 福岡県         | 福岡放送（FBS）           | 日本テレビ系列                | 木曜 0:59 - 1:29（水曜深夜） | 遅れネット | [ 注 54 ]           |
| 沖縄県         | 宮古テレビ（MTV）         | ケーブルテレビ                | 月曜 22:00 - 22:30           | 遅れネット | [ 注 55 ] [ 40 ]    |

- 全編ローカルセールス枠のため、日本テレビ以外の通常時同時ネットとする局でも編成の都合で、臨時に遅れネットへの変更や放送休止とする場合がある。
- 時差ネット局では、日本テレビでの本放送が休止になった場合に、遅れ幅を調整するために本放送の時間に再放送を行う場合がある他、ごく稀に内容や編成の都合などによっては本放送を再放送に差し替えて放送する場合がある。しばしば、オリンピックなどのスポーツ中継などの特番で遅れ日数が拡大することもある。
- 時差ネット局以外にも一部の同時ネット局では不定期に再放送を放送している局がある。

### 過去のネット局
| 放送対象地域 | 放送局名          | 系列                                         | 備考 | 脚注      |
| ------------ | ----------------- | -------------------------------------------- | --- | --------- |
| 山形県       | 山形テレビ（YTS） | テレビ朝日系列                               | 不定期放送 1993年4月のネットチェンジに伴い、山形放送へ放映権移行 | [ 注 56 ] |
| 大分県       | 大分放送（OBS）   | TBS系列                                      | テレビ大分へ放映権移行 |           |
| 宮崎県       | 宮崎放送（MRT）   | TBS系列                                      | 2012年4月20日に開始したが、2014年10月4日（10月3日深夜）に打ち切り | [ 注 57 ] |
| 宮崎県       | テレビ宮崎（UMK） | フジテレビ系列 日本テレビ系列 テレビ朝日系列 | 1999年10月から2005年6月までと、2020年10月25日から2023年3月26日までは毎週同時ネット 2023年4月から2024年3月までは自社制作番組が休止に限り、不定期同時ネットへ変更されたが、 2024年3月31日をもって再度打ち切り。 | [ 注 58 ] |
| 沖縄県       | 琉球放送（RBC）   | TBS系列                                      | 1991年4月2日に開始したが、2025年3月29日（3月28日深夜）に打ち切り | [ 注 59 ] |

### 一時期放送を休止した局
| 放送対象地域 | 放送局            | 未放送期間             | 再開時期   | 備考                                                                 |
| ------------ | ----------------- | ---------------------- | ---------- | -------------------------------------------------------------------- |
| 秋田県       | 秋田放送（ABS）   | 数年間                 | 2004年10月 | 2013年3月までは遅れネット 2013年4月から同時ネット                    |
| 福井県       | 福井放送（FBC）   | 数年間は特番のみ放送   | 2008年4月  | 2013年3月までは遅れネット 2013年4月から同時ネット                    |
| 中京広域圏   | 中京テレビ（CTV） | 2003年4月 - 2005年3月  | 2005年4月  | 2015年3月までは遅れネット 2015年4月から同時ネット                    |
| 近畿広域圏   | 読売テレビ（ytv） | 2003年10月 - 2005年3月 | 2005年4月  | 2015年3月までは遅れネット 2015年4月から同時ネット                    |
| 徳島県       | 四国放送（JRT）   | 2002年 - 2008年3月     | 2008年4月  | 2015年3月までは遅れネット 2015年4月から同時ネット                    |
| 広島県       | 広島テレビ（HTV） | 2004年4月 - 6月        | 2004年7月  | 再開と同時に 同時ネットから遅れネットへ変更                          |
| 大分県       | テレビ大分（TOS） | 数年間                 | 2007年4月  | 2009年3月までと2016年4月から2021年3月までは遅れネット                |
| 宮崎県       | テレビ宮崎（UMK） | 2005年7月 - 2020年9月  | 2020年10月 | 2005年6月までと、2020年10月25日から2023年3月26日までは毎週同時ネット |

- 放送していない時期の系列局でも、2時間スペシャルの時は放送された場合があった。

### 配信元
- Hulu：2015年12月から笑ってはいけないシリーズを皮切りにレギュラー・スペシャル回を配信中[注 61]。
- 日テレ無料TADA!：2019年10月からレギュラー放送最新回の無料配信を開始した。ただしTVerへの供給は行われていない。

## スタッフ
- 企画構成 - 松本人志
- 構成 - 高須光聖、塩野智章、鈴木雅貴、西田哲也、八代丈寛、松本真一、白武ときお
- 監修 - 柳岡秀一（charlie's ZORO）
- 技術 - 林洋介（NiTRO）
- 照明 - 山内圭（KYORITZ）
- 美術 - 稲本浩、田澤奈津美、佐藤裕乃、山根茉子
- 編集 - 細谷大輔（E-Force Studio、以前はイエローデザイン）
- MA - 吉田幸輔（NiTRO）
- 音効 - 藤原大介（佳夢音）
- TK - 田中彩
- 協力 - 吉本興業
- 制作協力 - charlie's ZORO、THE WORKS
- デスク - 高桑繭子
- ディレクター - 井上将司（以前は演出）、高橋敬治、名嘉鎮士、小川真人、石川陽平（石川:以前はAD）
- プロデューサー - 合田伊知郎、伊藤真和、徳武真人、渡辺紘子、安田真弓、小紫弘三
- チーフプロデューサー - 鈴木淳一（以前はプロデューサー → 一時離脱）
- 製作著作 - 日テレ

### 過去のスタッフ
- 構成 - 谷口秀一、城戸口寛、安達元一、竜泉、山谷隆、松林健、久保貴義、渡辺陽介
- TM - 石塚功
- 美術 - 石川啓一郎、磯村英俊、中原晃一、卜部亜喜、塚越千恵、近藤純子、渡辺俊太、林健一、大竹潤一郎、山本澄子、高橋太一、高野泰人、柳谷雅美、大住啓介、北原龍一
- 音効 - 梅田堅（佳夢音）
- デスク - 渡辺るみ子、内野幸
- 編成 - 土屋敏男（元電波少年チーフプロデューサー）
- ディレクター - 坂本秀直、神蔵克、福士睦、高浦千明、但木洋光、田中竜登、鶴田哲朗、大輪和孝、小倉徹也
- 演出 - 堤本幸男、黒川高、福田龍（福田:以前はディレクター）
- プロデューサー - 篠木為八男、北澤毅、小林宏充、斎藤政憲、大沼朗裕、堀金澄彦、大友有一（大友:以前はディレクター → 総合演出 → 演出・プロデューサー → 一時離脱）、中村喜伸、小川望、西山由
- 統轄プロデューサー - 宮本誠臣
- チーフプロデューサー - 桜田和之、安岡喜郎、菅賢治（菅:以前は演出 → プロデューサー・演出）、竹内尊実、大野彰作、福田博之、東井文太、森實陽三、遠藤正累、横田崇
- 制作 - 金谷勲夫
- 制作協力 - オフィスぼくら、fact

## 関連商品

### Blu-ray/DVD
2004年に「3大罰ゲーム」と「傑作トーク集」による全4巻を連続発売。2005年に「罰ゲーム」+「名企画」+「傑作トーク集」による全3巻を発売。2006年に「罰ゲーム」2007年に「傑作トーク集」による全2巻を発売。第4集として2007年に「罰ゲーム」2008年に「傑作トーク集」による全2巻を発売。第5集として、2008年に「罰ゲーム」+「傑作トーク集」による全2巻を発売。第6集として、2009年に「名企画」+「罰ゲーム」による全2巻を発売。第24巻までに全巻を合計した売り上げ枚数は2019年3月で500万枚突破という、お笑い関係のテレビ番組のDVDとしては異例とも言える大ヒットとなった。第16巻の『絶対に笑ってはいけないホテルマン24時』までの罰ゲームなどはカメラアングルを変えることができ、シーンによっては舞台裏やスタジオの場面を見ることができたが17巻の『絶対に笑ってはいけないスパイ24時』以降は廃止された。ただし、これらのDVDでは、著作権など権利の都合から、BGMに使用されている洋楽および映画音楽や電子音などが、まったく別の音楽などに差し替えられていたり、シーンが全面カットとなっている場合がある。また、第17巻の『笑ってはいけないスパイ』まではDISCごとのチャプター内容や出演者・番組スタッフなどの名前が記載された紙製のチャプターメニュー表も同封されていたが18巻の『絶対に笑ってはいけない空港24時』以降はそれも廃止された。初回限定版は全てデジパック仕様となっている。第7集からは笑ってはいけないシリーズメインでDVD・Blu-rayが販売されている。DVD版は前編・後編（第11集からはエピソード1 - 4）で分けられているが、初回限定版・Blu-ray版は全部一纏めになっており、特典DISCも収録されている。また、Blu-rayシリーズは、DVD初期 - 中期の内容を再編集してDISC1に対決→罰ゲーム→あの時は…になっており、値段もお手頃価格で販売している。画質はDVDマスターをアップコンバートしたもの。
|                 |     | 発売日         | タイトル | 収録内容 | 品番           | 品番           |              |
| Blu-ray         | DVD | 発売日         | タイトル | 収録内容 |                |                |              |
| --------------- | --- | -------------- | --- | --- | -------------- | -------------- | ------------ |
| 第1集           | 1   | 2004年8月25日  | ダウンタウンのガキの使いやあらへんで!!（祝）15周年記念DVD永久保存版 ①（罰）浜田チーム 体育館で24時間鬼ごっこ!+名作&傑作トーク集                                     | DISC1：「浜田チーム 体育館で24時間鬼ごっこ!」DISC2：「100m走対決・完全版」「あの時は…」「名作&傑作トーク集」 |                | YRBN-13071     |              |
| 第1集           | 2   | 2004年9月29日  | ダウンタウンのガキの使いやあらへんで!!（祝）15周年記念DVD永久保存版 ②（罰）松本 一人ぼっちの廃旅館1泊2日の旅!+名作&傑作トーク集                                     | DISC1：「松本一人ぼっちの廃旅館1泊2日の旅!」DISC2：「競泳50m対決・完全版」「あの時は…」「名作&傑作トーク集」 |                | YRBN-13073     |              |
| 第1集           | 3   | 2004年10月27日 | ダウンタウンのガキの使いやあらへんで!!（祝）15周年記念DVD永久保存版 ③（罰）松本チーム 絶対笑ってはいけない温泉旅館の旅!+名作&傑作トーク集                           | DISC1：「松本チーム 絶対笑ってはいけない温泉旅館の旅!」DISC2：「ボウリング対決・完全版」「あの時は…」「名作&傑作トーク集」 |                | YRBN-13075     |              |
| 第1集           | 4   | 2004年11月25日 | ダウンタウンのガキの使いやあらへんで!!（祝）15周年記念DVD永久保存版 ④（話）抱腹絶倒列伝!傑作トーク集                                                                | DISC1：「抱腹絶倒列伝!傑作トーク集」DISC2：「笑いと絶叫の軌跡 対決&罰ゲームの歴史」「松ちゃん&浜ちゃん Happy Birthday集」「ヘイポーのガキの使い裏側レポート!!」 |                | YRBN-13077     |              |
| 第2集           | 5   | 2005年6月29日  | ダウンタウンのガキの使いやあらへんで!!幻の傑作DVD永久保存版 ⑤（罰）浜田・山崎・田中 絶対笑ってはいけない温泉宿1泊2日の旅in湯河原+名作&傑作トーク集                  | DISC1：「浜田・山崎・田中 絶対笑ってはいけない温泉宿1泊2日の旅in湯河原」DISC2：「わさび寿司ロシアンルーレット対決・完全版」「あの時は…」「名作&傑作トーク集」 |                | YRBN-13103     |              |
| 第2集           | 6   | 2005年7月27日  | ダウンタウンのガキの使いやあらへんで!!幻の傑作DVD永久保存版 ⑥（負）山崎VSモリマン 男と女の真剣勝負 笑いの神が降りた奇跡の名場面集                                   | DISC1：「山崎 VS モリマン 男と女の真剣勝負 笑いの神が降りた奇跡の名馬面集」DISC2：「山崎が選ぶ！傑作ベスト5〜!!」 |                | YRBN-13105     |              |
| 第2集           | 7   | 2005年9月21日  | ダウンタウンのガキの使いやあらへんで!!幻の傑作DVD永久保存版 ⑦（話）笑魂投入伝!傑作トーク集!!                                                                        | DISC1：「笑魂投入伝!傑作トーク集!!」DISC2：「松本&浜田 一人罰ゲームプラチナセレクション」「世界のヘイポー突撃リポート!!」 |                | YRBN-13107     |              |
| 第3集           | 8   | 2006年11月29日 | ダウンタウンのガキの使いやあらへんで!!（祝）放送800回突破記念DVD永久保存版 ⑧（罰）松本・山崎・ココリコ 絶対に笑ってはいけない高校（ハイスクール）+名作&傑作トーク集 | DISC1：「松本・山崎・ココリコ 絶対に笑ってはいけない高校（ハイスクール）」DISC2：「ビリビリ対決・完全版」「あの時は…」「名作&傑作トーク集」 |                | YRBN-13138     |              |
| 第3集           | 9   | 2007年1月31日  | ダウンタウンのガキの使いやあらへんで!!（祝）放送800回突破記念DVD永久保存版 ⑨（話）笑神降臨伝!傑作トーク集!!                                                         | DISC1：「笑神降臨伝!傑作トーク集!!」 DISC2：「マネージャー岡本 怒る!?」 |                | YRBN-13140     |              |
| 第4集           | 10  | 2007年12月19日 | ダウンタウンのガキの使いやあらへんで!!（祝）ダウンタウン結成25年記念DVD永久保存版 ⑩（罰）浜田・山崎・遠藤 絶対に笑ってはいけない警察24時!!                          | DISC1：「浜田・山崎・遠藤 絶対に笑ってはいけない警察24時!!前編」DISC2：「浜田・山崎・遠藤 絶対に笑ってはいけない警察24時!!後編」DISC3：「タライアンルーレット対決・完全版」「あの時は…」 |                | YRBN-90018     |              |
| 第4集           | 11  | 2008年1月30日  | ダウンタウンのガキの使いやあらへんで!!（祝）ダウンタウン結成25年記念永久保存版 ⑪（話）唯我独笑伝!傑作トーク集!!                                                     | DISC1：「唯我独笑伝!傑作トーク集!!」DISC2：「サイレント図書館」 |                | YRBN-90024〜5  |              |
| 第5集           | 12  | 2008年11月26日 | ダウンタウンのガキの使いやあらへんで!!（祝）20周年記念DVD永久保存版 ⑫（罰）絶対に笑ってはいけない病院24時                                                           | DISC1：「絶対に笑ってはいけない病院24時 前編」DISC2：「絶対に笑ってはいけない病院24時 後編」「あの時は…」 |                | YRBN-90035     |              |
| 第5集           | 13  | 2008年12月17日 | ダウンタウンのガキの使いやあらへんで!!（祝）20周年記念DVD永久保存版 ⑬（話）爆笑革命伝!傑作トーク集!!+松本人志 挑戦シリーズ                                          | DISC1：「爆笑革命伝!傑作トーク集!!」DISC2：「松本人志 挑戦シリーズ」 |                | YRBN-90037     |              |
| 第6集           | 14  | 2009年10月28日 | ダウンタウンのガキの使いやあらへんで!!（祝）通算300万枚突破記念永久保存版 ⑭（負）大メインクライマックス2008 山崎VSモリマン                                          | DISC1：「大メインクライマックス2008 山崎VSモリマン 炎のファイナルリベンジマッチ」DISC2：「①2006年8月 伝説のスーパーファイナルリベンジマッチ」「②2007年10月 奇跡のスーパーファイナル引退リベンジマッチ」「③みんなで選ぶ2008 山崎vsモリマン至極のベストシーン」「④ビッグ対談 山崎邦正×菅賢治（バラエティー局総務）」                                                                            |                | YRBN-90074〜5  |              |
| 第6集           | 15  | 2009年11月25日 | ダウンタウンのガキの使いやあらへんで!!（祝）通算300万枚突破記念DVD永久保存版 ⑮（罰）絶対に笑ってはいけない新聞社24時                                                | DISC1：「絶対に笑ってはいけない新聞社24時 前編」DISC2：「絶対に笑ってはいけない新聞社24時 後編」「あの時は…」「大帝国劇場25周年記念製作舞台記者会見（音声のみ）」 |                | YRBN-90076     |              |
| 第7集           | 16  | 2010年12月8日  | ダウンタウンのガキの使いやあらへんで!!（祝）放送1000回突破記念DVD 永久保存版 ⑯（罰）絶対に笑ってはいけないホテルマン24時 初回限定版                                 | DISC1：「絶対に笑ってはいけないホテルマン24時①」DISC2：「絶対に笑ってはいけないホテルマン24時②」DISC3：「絶対に笑ってはいけないホテルマン24時③」DISC4：「絶対に笑ってはいけないホテルマン24時④」「Po CHANNEL 完全版（2010年2月14日レギュラー放送分をサイドカット収録）」特典DISC：「あの時は…」「現場の二人が…（藤原寛と高須光聖による振り返りトーク）」                                      |                | YRBN-90148     |              |
| 第7集           | 16  | 2010年12月8日  | ダウンタウンのガキの使いやあらへんで!!（祝）放送1000回突破記念DVD永久保存版 ⑯（罰）絶対に笑ってはいけないホテルマン24時 上巻                                        | DISC1：「絶対に笑ってはいけないホテルマン24時①」DISC2：「絶対に笑ってはいけないホテルマン24時②」 |                | YRBN-90152     |              |
| 第7集           | 16  | 2010年12月8日  | ダウンタウンのガキの使いやあらへんで!!（祝）放送1000回突破記念DVD 永久保存版 ⑯（罰）絶対に笑ってはいけないホテルマン24時 下巻                                       | DISC1：「絶対に笑ってはいけないホテルマン24時③」DISC2：「絶対に笑ってはいけないホテルマン24時④」「Po CHANNEL 完全版」 |                | YRBN-90154     |              |
| 第8集           | 17  | 2011年12月7日  | ダウンタウンのガキの使いやあらへんで!!（祝）放送23周年目突入記念DVD 永久保存版 ⑰（罰）絶対に笑ってはいけないスパイ24時 初回限定版                                   | DISC1：「絶対に笑ってはいけないスパイ24時 MISSION−1」DISC2：「絶対に笑ってはいけないスパイ24時 MISSION−2」DISC3：「絶対に笑ってはいけないスパイ24時 MISSION−3」DISC4：「絶対に笑ってはいけないスパイ24時 MISSION−4」特典DISC：「あの時は…」「現場の二人が…（山崎邦正と高須光聖によるオープニング〜GIAバスの間の解説）」「君の瞳に両想い （全2話&メイキング）」「帰って来た風来坊・完全版」    |                | YRBN-90310     |              |
| 第8集           | 17  | 2011年12月7日  | ダウンタウンのガキの使いやあらへんで!!（祝）放送23周年目突入記念DVD永久保存版 ⑰（罰）絶対に笑ってはいけないスパイ24時 上巻                                          | DISC1：「絶対に笑ってはいけないスパイ24時 MISSION−1」DISC2：「絶対に笑ってはいけないスパイ24時 MISSION−2」 |                | YRBN-90314     |              |
| 第8集           | 17  | 2011年12月7日  | ダウンタウンのガキの使いやあらへんで!!（祝）放送23周年目突入記念DVD永久保存版 ⑰（罰）絶対に笑ってはいけないスパイ24時 下巻                                          | DISC1：「絶対に笑ってはいけないスパイ24時 MISSION−3」DISC2：「絶対に笑ってはいけないスパイ24時 MISSION−4」 |                | YRBN-90316     |              |
| 第9集           | 18  | 2012年12月5日  | ダウンタウンのガキの使いやあらへんで!!（祝）ダウンタウン結成30周年記念DVD 永久保存版 ⑱（罰）絶対に笑ってはいけない空港(エアポート)24時 初回限定版                   | DISC1：「絶対に笑ってはいけない空港（エアポート）24時①」DISC2：「絶対に笑ってはいけない空港（エアポート）24時②」DISC3：「絶対に笑ってはいけない空港（エアポート）24時③」DISC4：「絶対に笑ってはいけない空港（エアポート）24時④」特典DISC：「あの時は…」「現場の二人が…（山崎邦正と高須光聖による空港開港1周年 記念式典の振り返り）」「キャビンアテンダント物語（ノーカットVer.&メイキング）」 |                | YRBN-90500     |              |
| 第9集           | 18  | 2012年12月5日  | ダウンタウンのガキの使いやあらへんで!!（祝）ダウンタウン結成30周年記念DVD 永久保存版 ⑱（罰）絶対に笑ってはいけない空港（エアポート）24時 上巻                       | DISC1：「絶対に笑ってはいけない空港（エアポート）24時①」DISC2：「絶対に笑ってはいけない空港（エアポート）24時②」 |                | YRBN-90504     |              |
| 第9集           | 18  | 2012年12月5日  | ダウンタウンのガキの使いやあらへんで!!（祝）ダウンタウン結成30周年記念DVD 永久保存版 ⑱（罰）絶対に笑ってはいけない空港（エアポート）24時 下巻                       | DISC1：「絶対に笑ってはいけない空港（エアポート）24時③」DISC2：「絶対に笑ってはいけない空港（エアポート）24時④」 |                | YRBN-90506     |              |
| 第10集          | 19  | 2013年11月27日 | ダウンタウンのガキの使いやあらへんで!!（祝）ダウンタウン生誕50年記念Blu-ray 永久保存版 ⑲（罰）絶対に笑ってはいけない熱血教師24時 初回限定版                         | DISC1：「絶対に笑ってはいけない熱血教師24時①②」DISC2：「絶対に笑ってはいけない熱血教師24時③④」特典DISC：「あの時は…」「現場の二人が…（田中直樹と高須光聖によるお白洲でのお裁きの振り返り）」「仕掛け人直撃インタビュー」 | YRXN-90029〜31 |                |              |
| 第10集          | 19  | 2013年11月27日 | ダウンタウンのガキの使いやあらへんで!!（祝）ダウンタウン生誕50年記念DVD 永久保存版 ⑲（罰）絶対に笑ってはいけない熱血教師24時 初回限定版                             | DISC1：「絶対に笑ってはいけない熱血教師24時①」DISC2：「絶対に笑ってはいけない熱血教師24時②」DISC3：「絶対に笑ってはいけない熱血教師24時③」DISC4：「絶対に笑ってはいけない熱血教師24時④」特典DISC：（上記の内容と同じ） |                | YRBN-90671〜5  |              |
| 第10集          | 19  | 2013年11月27日 | ダウンタウンのガキの使いやあらへんで!!（祝）ダウンタウン生誕50年記念DVD 永久保存版 ⑲（罰）絶対に笑ってはいけない熱血教師24時 通常版                                 | DISC1：「絶対に笑ってはいけない熱血教師24時①」DISC2：「絶対に笑ってはいけない熱血教師24時②」DISC3：「絶対に笑ってはいけない熱血教師24時③」DISC4：「絶対に笑ってはいけない熱血教師24時④」 |                | YRBN-90676〜9  |              |
| 第11集          | 20  | 2014年12月3日  | ダウンタウンのガキの使いやあらへんで!!（祝）放送25年突破記念Blu-ray 初回限定永久保存版 ⑳（罰）絶対に笑ってはいけない地球防衛軍24時!!                                | DISC1：「絶対に笑ってはいけない地球防衛軍24時!!①②」 DISC2：「絶対に笑ってはいけない地球防衛軍24時!!③④」特典DISC：「あの時は…」「現場の二人が…（遠藤章造と高須光聖による過酷な地球防衛軍での研修の振り返り）」「仕掛け人直撃インタビュー」 | YRXN-90043〜5  |                |              |
| 第11集          | 20  | 2014年12月3日  | ダウンタウンのガキの使いやあらへんで!!(祝)放送25年突破記念DVD 初回限定永久保存版 ⑳（罰）絶対に笑ってはいけない地球防衛軍24時!!                                      | DISC1：「絶対に笑ってはいけない地球防衛軍24時!!①」DISC2：「絶対に笑ってはいけない地球防衛軍24時!!②」DISC3：「絶対に笑ってはいけない地球防衛軍24時!!③」DISC4：「絶対に笑ってはいけない地球防衛軍24時!!④」特典DISC：（上記の内容と同じ） |                | YRBN-90867〜71 |              |
| 第11集          | 20  | 2014年12月3日  | ダウンタウンのガキの使いやあらへんで!!（祝）DVD 20巻発売記念 特別価格版 ⑳（罰）絶対に笑ってはいけない地球防衛軍24時!! エピソード1 午前8時〜                         | |                | YRBN-90872     |              |
| 第11集          | 20  | 2014年12月3日  | ダウンタウンのガキの使いやあらへんで!!（祝）DVD 20巻発売記念 特別価格版 ⑳（罰）絶対に笑ってはいけない地球防衛軍24時!! エピソード2 午前11時〜                        | |                | YRBN-90873     |              |
| 第11集          | 20  | 2014年12月3日  | ダウンタウンのガキの使いやあらへんで!!（祝）DVD 20巻発売記念 特別価格版 ⑳（罰）絶対に笑ってはいけない地球防衛軍24時!! エピソード3 午後1時〜                         | |                | YRBN-90874     |              |
| 第11集          | 20  | 2014年12月3日  | ダウンタウンのガキの使いやあらへんで!!（祝）DVD 20巻発売記念 特別価格版 ⑳（罰）絶対に笑ってはいけない地球防衛軍24時!! エピソード4 午後7時〜                         | |                | YRBN-90875     |              |
| 第12集          | 21  | 2015年12月2日  | ダウンタウンのガキの使いやあらへんで!!（祝）放送1200回突破記念Blu-ray 初回限定永久保存版（21）（罰）絶対に笑ってはいけない大脱獄24時!!                              | DISC1：「絶対に笑ってはいけない大脱獄24時!!①②」DISC2：「絶対に笑ってはいけない大脱獄24時!!③④」特典DISC：「あの時は…&遠藤オゴッの一生」「現場の二人が…（遠藤章造と高須光聖によるガースー黒光り中央刑務所での研修の振り返り）」「仕掛け人直撃インタビュー」 | YRXN-90101〜3  |                |              |
| 第12集          | 21  | 2015年12月2日  | ダウンタウンのガキの使いやあらへんで!!（祝）放送1200回突破記念DVD 初回限定永久保存版（21）（罰）絶対に笑ってはいけない大脱獄24時!!                                  | DISC1：「絶対に笑ってはいけない大脱獄24時!!①」DISC2：「絶対に笑ってはいけない大脱獄24時!!②」DISC3：「絶対に笑ってはいけない大脱獄24時!!③」DISC4：「絶対に笑ってはいけない大脱獄24時!!④」特典DISC：（上記の内容と同じ） |                | YRBN-90991〜5  |              |
| 第12集          | 21  | 2015年12月2日  | ダウンタウンのガキの使いやあらへんで!!（祝）放送1200回突破記念DVD 永久保存版（21）（罰）絶対に笑ってはいけない大脱獄24時!! エピソード1 午前8時〜                    | |                | YRBN-90996     |              |
| 第12集          | 21  | 2015年12月2日  | ダウンタウンのガキの使いやあらへんで!!（祝）放送1200回突破記念DVD 永久保存版（21）（罰）絶対に笑ってはいけない大脱獄24時!! エピソード2 午後0時〜                    | |                | YRBN-90997     |              |
| 第12集          | 21  | 2015年12月2日  | ダウンタウンのガキの使いやあらへんで!!（祝）放送1200回突破記念DVD 永久保存版（21）（罰）絶対に笑ってはいけない大脱獄24時!! エピソード3 午後4時〜                    | |                | YRBN-90998     |              |
| 第12集          | 21  | 2015年12月2日  | ダウンタウンのガキの使いやあらへんで!!（祝）放送1200回突破記念DVD 永久保存版（21）（罰）絶対に笑ってはいけない大脱獄24時!! エピソード4 午後8時30分〜                | |                | YRBN-90999     |              |
| 第13集          | 22  | 2016年11月30日 | ダウンタウンのガキの使いやあらへんで!!（祝）大晦日放送10回記念Blu-ray 初回限定永久保存版（22）（罰）絶対に笑ってはいけない名探偵24時                                | DISC1：「絶対に笑ってはいけない名探偵24時①②」DISC2：「絶対に笑ってはいけない名探偵24時③④」特典DISC：「あの時は…」「現場の二人が…（月亭方正と高須光聖による振り返り）」「仕掛け人直撃インタビュー」「遠藤かしこぶり検証」 | YRXN- 90110〜2 |                |              |
| 第13集          | 22  | 2016年11月30日 | ダウンタウンのガキの使いやあらへんで!!（祝）大晦日放送10回記念DVD 初回限定永久保存版（22）（罰）絶対に笑ってはいけない名探偵24時                                    | DISC1：「絶対に笑ってはいけない名探偵24時①」DISC2：「絶対に笑ってはいけない名探偵24時②」DISC3：「絶対に笑ってはいけない名探偵24時③」DISC4：「絶対に笑ってはいけない名探偵24時④」特典DISC：（上記の内容と同じ） |                | YRBN-91090〜4  |              |
| 第13集          | 22  | 2016年11月30日 | ダウンタウンのガキの使いやあらへんで!!（祝）大晦日放送10回記念DVD 永久保存版（22）（罰）絶対に笑ってはいけない名探偵24時 エピソード1 午前8時〜                      | |                | YRBN-91095     |              |
| 第13集          | 22  | 2016年11月30日 | ダウンタウンのガキの使いやあらへんで!!（祝）大晦日放送10回記念DVD 永久保存版（22）（罰）絶対に笑ってはいけない名探偵24時 エピソード2 午後1時30分〜                  | |                | YRBN-91096     |              |
| 第13集          | 22  | 2016年11月30日 | ダウンタウンのガキの使いやあらへんで!!（祝）大晦日放送10回記念DVD 永久保存版（22）（罰）絶対に笑ってはいけない名探偵24時 エピソード3 午後5時〜                      | |                | YRBN-91097     |              |
| 第13集          | 22  | 2016年11月30日 | ダウンタウンのガキの使いやあらへんで!!（祝）大晦日放送10回記念DVD 永久保存版（22）（罰）絶対に笑ってはいけない名探偵24時 エピソード4 午後11時〜                     | |                | YRBN-91098     |              |
| 第14集          | 23  | 2017年11月29日 | ダウンタウンのガキの使いやあらへんで!!（祝）ダウンタウン結成35年記念 Blu-ray 初回限定永久保存版（23）（罰）絶対に笑ってはいけない科学博士24時                       | DISC1：「絶対に笑ってはいけない科学博士24時①②」DISC2：「絶対に笑ってはいけない科学博士24時③④」特典DISC：「あの時は…」「現場の二人が…（高須光聖と月亭方正による振り返り）」「仕掛け人直撃インタビュー」「二匹目の○○グランプリ」 | YRXN-90120〜2  |                |              |
| 第14集          | 23  | 2017年11月29日 | ダウンタウンのガキの使いやあらへんで!!（祝）ダウンタウン結成35年記念 DVD 初回限定永久保存版（23）（罰）絶対に笑ってはいけない科学博士24時                           | DISC1：「絶対に笑ってはいけない科学博士24時①」DISC2：「絶対に笑ってはいけない科学博士24時②」DISC3：「絶対に笑ってはいけない科学博士24時③」DISC4：「絶対に笑ってはいけない科学博士24時④」特典DISC：（上記の内容と同じ） |                | YRBN-91171〜5  |              |
| 第14集          | 23  | 2017年11月29日 | ダウンタウンのガキの使いやあらへんで!!（祝）ダウンタウン結成35年記念 DVD 永久保存版（23）（罰）絶対に笑ってはいけない科学博士24時 エピソード1 午前8時〜             | |                | YRBN-91176     |              |
| 第14集          | 23  | 2017年11月29日 | ダウンタウンのガキの使いやあらへんで!!（祝）ダウンタウン結成35年記念 DVD 永久保存版（23）（罰）絶対に笑ってはいけない科学博士24時 エピソード2 午前11時30分〜        | |                | YRBN-91177     |              |
| 第14集          | 23  | 2017年11月29日 | ダウンタウンのガキの使いやあらへんで!!（祝）ダウンタウン結成35年記念 DVD 永久保存版（23）（罰）絶対に笑ってはいけない科学博士24時 エピソード3 午後3時30分〜         | |                | YRBN-91178     |              |
| 第14集          | 23  | 2017年11月29日 | ダウンタウンのガキの使いやあらへんで!!（祝）ダウンタウン結成35年記念 DVD 永久保存版（23）（罰）絶対に笑ってはいけない科学博士24時 エピソード4 午後8時30分〜         | |                | YRBN-91179     |              |
| 第15集          | 24  | 2018年11月28日 | ダウンタウンのガキの使いやあらへんで!!（祝）放送30年目突入記念 Blu-ray 初回限定永久保存版（24）（罰）絶対に笑ってはいけないアメリカンポリス24時                     | DISC1：「絶対に笑ってはいけないアメリカンポリス24時①②」DISC2：「絶対に笑ってはいけないアメリカンポリス24時③④」特典DISC：「あの時は…」「現場の二人が…（高須光聖と田中直樹による振り返り）」「仕掛人インタビュー」 | YRXN-90134〜6  |                |              |
| 第15集          | 24  | 2018年11月28日 | ダウンタウンのガキの使いやあらへんで!!（祝）放送30年目突入記念 DVD 初回限定永久保存版（24）（罰）絶対に笑ってはいけないアメリカンポリス24時                         | DISC1：「絶対に笑ってはいけないアメリカンポリス24時①」DISC2：「絶対に笑ってはいけないアメリカンポリス24時②」DISC3：「絶対に笑ってはいけないアメリカンポリス24時③」DISC4：「絶対に笑ってはいけないアメリカンポリス24時④」特典DISC：（上記の内容と同じ） |                | YRBN-91255〜9  |              |
| 第15集          | 24  | 2018年11月28日 | ダウンタウンのガキの使いやあらへんで!!（祝）放送30年目突入記念DVD 永久保存版（24）（罰）絶対に笑ってはいけないアメリカンポリス24時 エピソード1 午前8時〜            | |                | YRBN-91260     |              |
| 第15集          | 24  | 2018年11月28日 | ダウンタウンのガキの使いやあらへんで!!（祝）放送30年目突入記念DVD 永久保存版（24）（罰）絶対に笑ってはいけないアメリカンポリス24時 エピソード2 午前11時30分〜       | |                | YRBN-91261     |              |
| 第15集          | 24  | 2018年11月28日 | ダウンタウンのガキの使いやあらへんで!!（祝）放送30年目突入記念 DVD 永久保存版（24）（罰）絶対に笑ってはいけないアメリカンポリス24時 エピソード3 午後3時〜           | |                | YRBN-91262     |              |
| 第15集          | 24  | 2018年11月28日 | ダウンタウンのガキの使いやあらへんで!!（祝）放送30年目突入記念 DVD 永久保存版（24）（罰）絶対に笑ってはいけないアメリカンポリス24時 エピソード4 午後8時〜           | |                | YRBN-91263     |              |
| 第16集          | 25  | 2019年11月27日 | ダウンタウンのガキの使いやあらへんで!（祝）通算500万枚突破記念Blu-ray初回限定永久保存版（25）（罰）絶対に笑ってはいけないトレジャーハンター24時                     | DISC1：「絶対に笑ってはいけないトレジャーハンター24時①②」DISC2：「絶対に笑ってはいけないトレジャーハンター24時③④」特典DISC：「あの時は…」「現場の2人が…（田中直樹と構成作家・高須光聖）の振り返りトーク」「仕掛け人直撃インタビュー」 | YRXN-90149〜51 |                |              |
| 第16集          | 25  | 2019年11月27日 | ダウンタウンのガキの使いやあらへんで!（祝）通算500万枚突破記念DVD初回限定永久保存版（25）（罰）絶対に笑ってはいけないトレジャーハンター24時                         | DISC1：「絶対に笑ってはいけないトレジャーハンター24時①」DISC2：「絶対に笑ってはいけないトレジャーハンター24時②」DISC3：「絶対に笑ってはいけないトレジャーハンター24時③」DISC4：「絶対に笑ってはいけないトレジャーハンター24時④」特典DISC：（上記の内容と同じ） |                | YRBN-91351〜5  |              |
| 第16集          | 25  | 2019年11月27日 | ダウンタウンのガキの使いやあらへんで!（祝）通算500万枚突破記念永久保存版（25）（罰）絶対に笑ってはいけないトレジャーハンター24時エピソード1 午前8時〜               | |                | YRBN-91356     |              |
| 第16集          | 25  | 2019年11月27日 | ダウンタウンのガキの使いやあらへんで!（祝）通算500万枚突破記念永久保存版（25）（罰）絶対に笑ってはいけないトレジャーハンター24時 エピソード2 午前10時30分〜         | |                | YRBN-91357     |              |
| 第16集          | 25  | 2019年11月27日 | ダウンタウンのガキの使いやあらへんで!（祝）通算500万枚突破記念永久保存版（25）（罰）絶対に笑ってはいけないトレジャーハンター24時エピソード3 午後3時〜               | |                | YRBN-91358     |              |
| 第16集          | 25  | 2019年11月27日 | ダウンタウンのガキの使いやあらへんで!（祝）通算500万枚突破記念永久保存版（25）（罰）絶対に笑ってはいけないトレジャーハンター24時エピソード4 午後7時〜               | |                | YRBN-91359     |              |
| 第17集          | 26  | 2020年12月16日 | ダウンタウンのガキの使いやあらへんで!（祝）放送1500回突破記念Blu-ray初回限定永久保存版（26）（罰）絶対に笑ってはいけない青春ハイスクール24時                        | DISC1：「絶対に笑ってはいけない青春ハイスクール24時①②」DISC2：「絶対に笑ってはいけない青春ハイスクール24時③④」特典DISC：「あの時は…」「現場の2人が…（ココリコ田中と構成作家の高須による振り返り）」「裏も表もお見せしますスペシャル!」 | YRXN-90154〜6  |                |              |
| 第17集          | 26  | 2020年12月16日 | ダウンタウンのガキの使いやあらへんで!（祝）放送1500回突破記念DVD初回限定永久保存版（26）（罰）絶対に笑ってはいけない青春ハイスクール24時                            | DISC1：「絶対に笑ってはいけない青春ハイスクール24時①」DISC2：「絶対に笑ってはいけない青春ハイスクール24時②」DISC3：「絶対に笑ってはいけない青春ハイスクール24時③」DISC4：「絶対に笑ってはいけない青春ハイスクール24時④」特典DISC：（上記の内容と同じ） |                | YRBN-91417〜21 |              |
| 第17集          | 26  | 2020年12月16日 | ダウンタウンのガキの使いやあらへんで!（祝）放送1500回突破記念DVD永久保存版（26）（罰）絶対に笑ってはいけない青春ハイスクール24時 エピソード1 午前8時30分〜          | |                | YRBN-91422     |              |
| 第17集          | 26  | 2020年12月16日 | ダウンタウンのガキの使いやあらへんで!（祝）放送1500回突破記念DVD永久保存版（26）（罰）絶対に笑ってはいけない青春ハイスクール24時 エピソード2 午前11時30分〜         | |                | YRBN-91423     |              |
| 第17集          | 26  | 2020年12月16日 | ダウンタウンのガキの使いやあらへんで!（祝）放送1500回突破記念DVD永久保存版（26）（罰）絶対に笑ってはいけない青春ハイスクール24時 エピソード3 午後2時30分〜          | |                | YRBN-91424     |              |
| 第17集          | 26  | 2020年12月16日 | ダウンタウンのガキの使いやあらへんで!（祝）放送1500回突破記念DVD永久保存版（26）（罰）絶対に笑ってはいけない青春ハイスクール24時 エピソード4 午後8時30分〜          | |                | YRBN-91425     |              |
| 第18集          | 27  | 2021年12月15日 | ダウンタウンのガキの使いやあらへんで!（祝）大晦日特番15回記念 Blu-ray初回限定永久保存版（27）（罰）絶対に笑ってはいけない大貧民GoToラスベガス24時                   | DISC1：「絶対に笑ってはいけない大貧民GoToラスベガス24時①②」DISC2：「絶対に笑ってはいけない大貧民GoToラスベガス24時③④」 特典DISC：「あの時は…」「現場の2人が…（方正と田中の振り返り）」「裏も表もお見せしますスペシャル!」 | YRXN-90167〜9  |                |              |
| 第18集          | 27  | 2021年12月15日 | ダウンタウンのガキの使いやあらへんで!（祝）大晦日特番15回記念 DVD初回限定永久保存版（27）（罰）絶対に笑ってはいけない大貧民GoToラスベガス24時                       | DISC1：「絶対に笑ってはいけない大貧民GoToラスベガス24時①」DISC2：「絶対に笑ってはいけない大貧民GoToラスベガス24時②」DISC3：「絶対に笑ってはいけない大貧民GoToラスベガス24時③」DISC4：「絶対に笑ってはいけない大貧民GoToラスベガス24時④」特典DISC：（上記の内容と同じ） |                | YRBN-91484〜8  |              |
| 第18集          | 27  | 2021年12月15日 | ダウンタウンのガキの使いやあらへんで!（祝） 大晦日特番15回記念DVD永久保存版（27）（罰）絶対に笑ってはいけない大貧民GoToラスベガス24時 エピソード1 午前9時15分〜     | |                | YRBN-91489     |              |
| 第18集          | 27  | 2021年12月15日 | ダウンタウンのガキの使いやあらへんで!（祝）大晦日特番15回記念DVD永久保存版（27）（罰）絶対に笑ってはいけない大貧民GoToラスベガス24時 エピソード2 午後4時15分〜      | |                | YRBN-91490     |              |
| 第18集          | 27  | 2021年12月15日 | ダウンタウンのガキの使いやあらへんで!（祝）大晦日特番15回記念DVD永久保存版（27）（罰）絶対に笑ってはいけない大貧民GoToラスベガス24時 エピソード3 午後9時15分〜      | |                | YRBN-91491     |              |
| 第18集          | 27  | 2021年12月15日 | ダウンタウンのガキの使いやあらへんで!（祝）大晦日特番15回記念DVD永久保存版（27）（罰）絶対に笑ってはいけない大貧民GoToラスベガス24時 エピソード4 午前1時15分〜      | |                | YRBN-91492     |              |
| 第19集          | 28  | 2023年4月26日  | ダウンタウンのガキの使いやあらへんで！（祝）ダウンタウン結成40周年記念Blu-ray 初回限定永久保存版（28）（愛）D-1グランプリ完全版+発掘!超貴重映像コレクション         | DISC1：「D-1グランプリ完全版」DISC2：「発掘!超貴重映像コレクション」 | YRXN-90181~2   |                |              |
| 第19集          | 28  | 2023年4月26日  | ダウンタウンのガキの使いやあらへんで！（祝）ダウンタウン結成40周年記念DVD 初回限定永久保存版（28）（愛）D-1グランプリ完全版+発掘!超貴重映像コレクション             | DISC1：「D-1グランプリ完全版」DISC2：「発掘!超貴重映像コレクション」 |                |                | YRBN-91553~4 |
| 第19集          | 28  | 2023年4月26日  | ダウンタウンのガキの使いやあらへんで！（祝）ダウンタウン結成40周年記念DVD 永久保存版（28）（愛）D-1グランプリ完全版                                                 | |                | YRBN-91555     |              |
| 第19集          | 28  | 2023年4月26日  | ダウンタウンのガキの使いやあらへんで！（祝）ダウンタウン結成40周年記念DVD 永久保存版（28）（愛）発掘!超貴重映像コレクション                                         | |                | YRBN-91556     |              |
| Blu-rayシリーズ |     |                | | |                |                |              |
|                 |     | 発売日         | タイトル | 収録内容 | 品番           | 品番           |              |
| 1               | 1   | 2015年3月4日   | ダウンタウンのガキの使いやあらへんで!!〜ブルーレイシリーズ①〜浜田チーム 体育館で24時間鬼ごっこ!                                                                     | 特典映像：「笑いと絶叫の軌跡 対決&罰ゲームの歴史」「松ちゃん&浜ちゃん Happy Birthday集」「ヘイポーのガキの使い裏側レポート!!」 | YRXN-90053     | YRXN-90053     |              |
| 2               | 2   | 2015年3月4日   | ダウンタウンのガキの使いやあらへんで!!〜ブルーレイシリーズ②〜松本 一人ぼっちの廃旅館1泊2日の旅!                                                                     | 特典映像：「松本&浜田一人罰ゲームプラチナセレクション」 | YRXN-90054     | YRXN-90054     |              |
| 3               | 3   | 2015年3月4日   | ダウンタウンのガキの使いやあらへんで!!〜ブルーレイシリーズ③〜松本チーム 絶対笑ってはいけない温泉旅館の旅!                                                           | | YRXN-90055     | YRXN-90055     |              |
| 4               | 4   | 2015年3月4日   | ダウンタウンのガキの使いやあらへんで!!〜ブルーレイシリーズ④～浜田・山崎・田中 絶対笑ってはいけない温泉宿1泊2日の旅 in 湯河原                                        | | YRXN-90056     | YRXN-90056     |              |
| 5               | 5   | 2015年5月13日  | ダウンタウンのガキの使いやあらへんで!!〜ブルーレイシリーズ⑤〜松本・山崎・ココリコ 絶対に笑ってはいけない高校（ハイスクール）                                        | | YRXN-90060     | YRXN-90060     |              |
| 6               | 6   | 2015年5月13日  | ダウンタウンのガキの使いやあらへんで!!〜ブルーレイシリーズ⑥〜浜田・山崎・遠藤 絶対に笑ってはいけない警察24時!!                                                      | | YRXN-90061     | YRXN-90061     |              |
| 7               | 7   | 2015年5月13日  | ダウンタウンのガキの使いやあらへんで!!〜ブルーレイシリーズ⑦〜絶対に笑ってはいけない病院24時                                                                         | | YRXN-90062     | YRXN-90062     |              |
| 8               | 8   | 2015年5月13日  | ダウンタウンのガキの使いやあらへんで!!〜ブルーレイシリーズ⑧〜絶対に笑ってはいけない新聞社24時                                                                       | | YRXN-90063     | YRXN-90063     |              |
| 9               | 9   | 2015年7月8日   | ダウンタウンのガキの使いやあらへんで!!〜ブルーレイシリーズ⑨〜名作選                                                                                                 | 収録内容：「ブリーフの貴公子 マネージャー岡本怒る!?」「サイレント図書館」「松本人志 挑戦シリーズ」 | YRXN-90064     | YRXN-90064     |              |
| 10              | 10  | 2015年7月8日   | ダウンタウンのガキの使いやあらへんで!!〜ブルーレイシリーズ⑩〜山崎VSモリマン全集!!                                                                                   | DVD6巻、14巻の内容を一纏めにして収録。 | YRXN-90065〜6  | YRXN-90065〜6  |              |
| 11              | 11  | 2015年7月8日   | ダウンタウンのガキの使いやあらへんで!!〜ブルーレイシリーズ⑪〜ダウンタウン トーク全集!!                                                                              | 各DVDに収録されているトーク集を一纏めにして収録。 | YRXN-90067〜9  | YRXN-90067〜9  |              |
| 番外編          |     |                | | |                |                |              |
|                 |     | 発売日         | タイトル | 収録内容 | 品番           | 品番           |              |
| 1               | 1   | 2014年3月5日   | ダウンタウンのガキの使いやあらへんで!! 世界のヘイポー 傑作集① | 「西川史子 ときめきデート」「根本はるみ ときめきデート」「カイヤ ときめきデート」 | YRBN-90701     | YRBN-90701     |              |
| 2               | 2   | 2014年3月5日   | ダウンタウンのガキの使いやあらへんで!! 世界のヘイポー 傑作集② | 「1人ぼっちの真夜中の大運動会」「おっぱいバレー」「フィリピン潜入捜査!!」 | YRBN-90702     | YRBN-90702     |              |
| 3               | 3   | 2014年3月5日   | ダウンタウンのガキの使いやあらへんで!! 世界のヘイポー 傑作集③ | 「小籔のヘイポー叩きなおし旅」「声を聞いて何が起きたか当てろ!ヘイポーサウンドリアクションクイズ～!!」 | YRBN-90703     | YRBN-90703     |              |
| 4               | 4   | 2014年3月5日   | ダウンタウンのガキの使いやあらへんで!! 世界のヘイポー 傑作集④ | 「バキューム藤原&ヘイポー シューマイ・ウィッチ・プロジェクト」「ヘイポー育児生活1泊2日」 | YRBN-90704     | YRBN-90704     |              |
| 5               | 5   | 2014年3月5日   | ダウンタウンのガキの使いやあらへんで!! 世界のヘイポー 傑作集⑤ | 「世界のヘイポー芸人さん家にご宿泊〜!!」「COWCOW與志家族とキャンプの旅〜!!」「チキチキ宇宙人生体実験映像」 | YRBN-90705     | YRBN-90705     |              |
| -               | -   | -              | スペシャルDVD（全5巻を購入して応募した人にプレゼントされた特典DVD）                                                                                                 | 「灼熱の素手地獄!箸なき戦い～!!」「喜伸vs大沼の世紀の泥仕合を見てみよう〜!!」 | -              | -              |              |

### ビデオ
- 幻の傑作漫才全集 Part1（1995年6月21日）
- 幻の傑作漫才全集 Part2（1995年7月21日）

Part1、Part2共にDVD・BD第28巻でリマスターし再編集して収録
- 伝説の傑作トーク大全集 Part1（1995年8月21日）
- 伝説の傑作トーク大全集 Part2（1995年9月21日）
- 甦る伝説の二人舞台 Part1（1996年9月20日）
- 甦る伝説の二人舞台 Part2（1996年11月1日）
- 甦る伝説の二人舞台 Part3（1996年12月1日）
- 10周年記念傑作トークベストセレクション Part1（1999年7月23日）
- 10周年記念傑作トークベストセレクション Part2（1999年8月21日）
- 10周年記念傑作トークベストセレクション Part3（1999年12月22日）
- 10周年記念傑作トークベストセレクション Part4（2000年1月21日）
- 炎のトーク 20世紀伝説 Part1（2000年10月21日）
- 炎のトーク 20世紀伝説 Part2（2000年11月22日）

※バップから発売され一部の映像はDVD・BDにいくつかリマスターし再編集されている。

### 書籍
- ダウンタウンのガキの使いやあらへんで!!（1995年4月、ワニブックス）ISBN 978-4847031328
- ダウンタウンのガキの使いやあらへんで!! 2（1995年11月、ワニブックス） ISBN 978-4847031694
- ダウンタウンのガキの使いやあらへんで!! 3「新聞」（1996年8月、ワニブックス） ISBN 978-4847032004
- ダウンタウンのガキの使いやあらへんで!! 4「歴史」（1998年10月、ワニブックス） ISBN 978-4847013010
- ダウンタウンのガキの使いやあらへんで!! 5「裁判」（2001年3月、ワニブックス） ISBN 978-4847013805
- ダウンタウンのガキの使いやあらへんで!! 6「軌跡」（2003年10月、ワニブックス） ISBN 978-4847015342
- ガキ使傑作大辞典 DVD NAVI BOOK (2009年12月、日本テレビ放送網株式会社) ISBN 978-4820300465
- ダウンタウンのガキの使いやあらへんで!! 公式 絶対に笑ってはいけないキャラクター名鑑 (2009年12月、ワニブックス) ISBN 978-4847018893

### ゲーム
- ダウンタウンのガキの使いやあらへんで!! 絶対に捕まってはいけないガースー黒光りランド（2015年12月17日[41]、開発:プラネットG[42]、発売:アルケミスト[41]）

ニンテンドー3DS用ソフト。「笑ってはいけないシリーズ」の「捕まってはいけない」及び2000年放送の「24時間耐久鬼ごっこ」を再現。早期予約特典は、非売品の特製マスキングテープ。ダウンロード版は、2016年4月11日（月）18時をもって販売終了。

### 携帯アプリ
- ダウンタウンのガキの使いやあらへんで!!チキチキ罰ゲームルーレット大会 （2011年4月、日本テレビ放送網）
- ヘイポーラン（2012年12月、日本テレビ放送網）

## その他
- 国外では、アメリカのインターネットテレビ局のJoost社でも配信されている[44]。
- 一部の曲、ジングルにはサウンドファクトリーのものを使用している。